# Leopold III van België

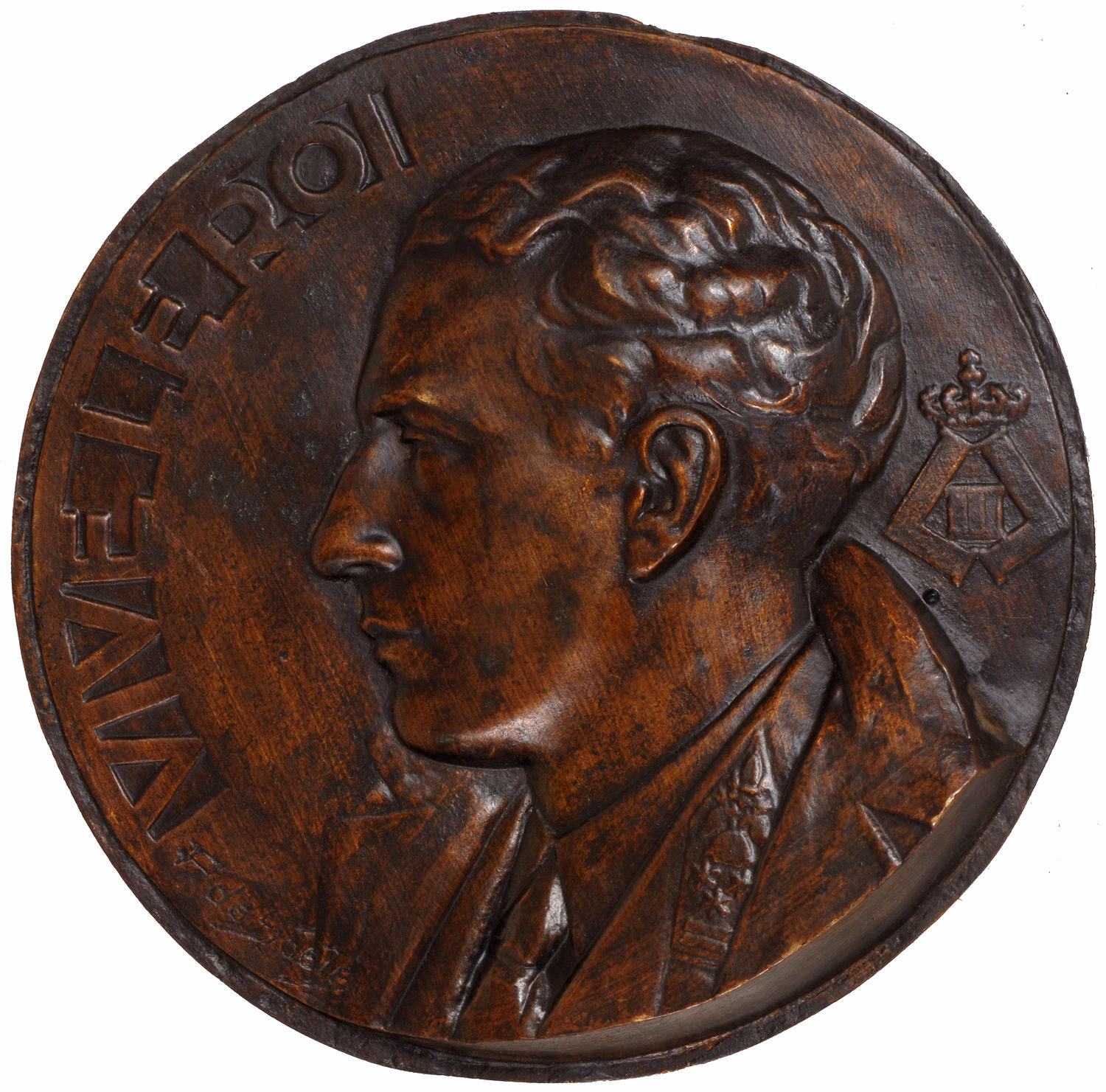
bas-reliëf van Pierre De Soete met Leopold III afgebeeld.

Leopold Filips Karel Albert Meinrad Hubertus Maria Miguel (Brussel, 3 november 1901 – Sint-Lambrechts-Woluwe, 25 september 1983) regeerde als koning der Belgen van 1934, na de dood van zijn vader koning Albert I van België, tot 1951, toen hij na de Koningskwestie troonsafstand deed ten gunste van de kroonprins, zijn oudste zoon Boudewijn.

## Geboorte en jeugd

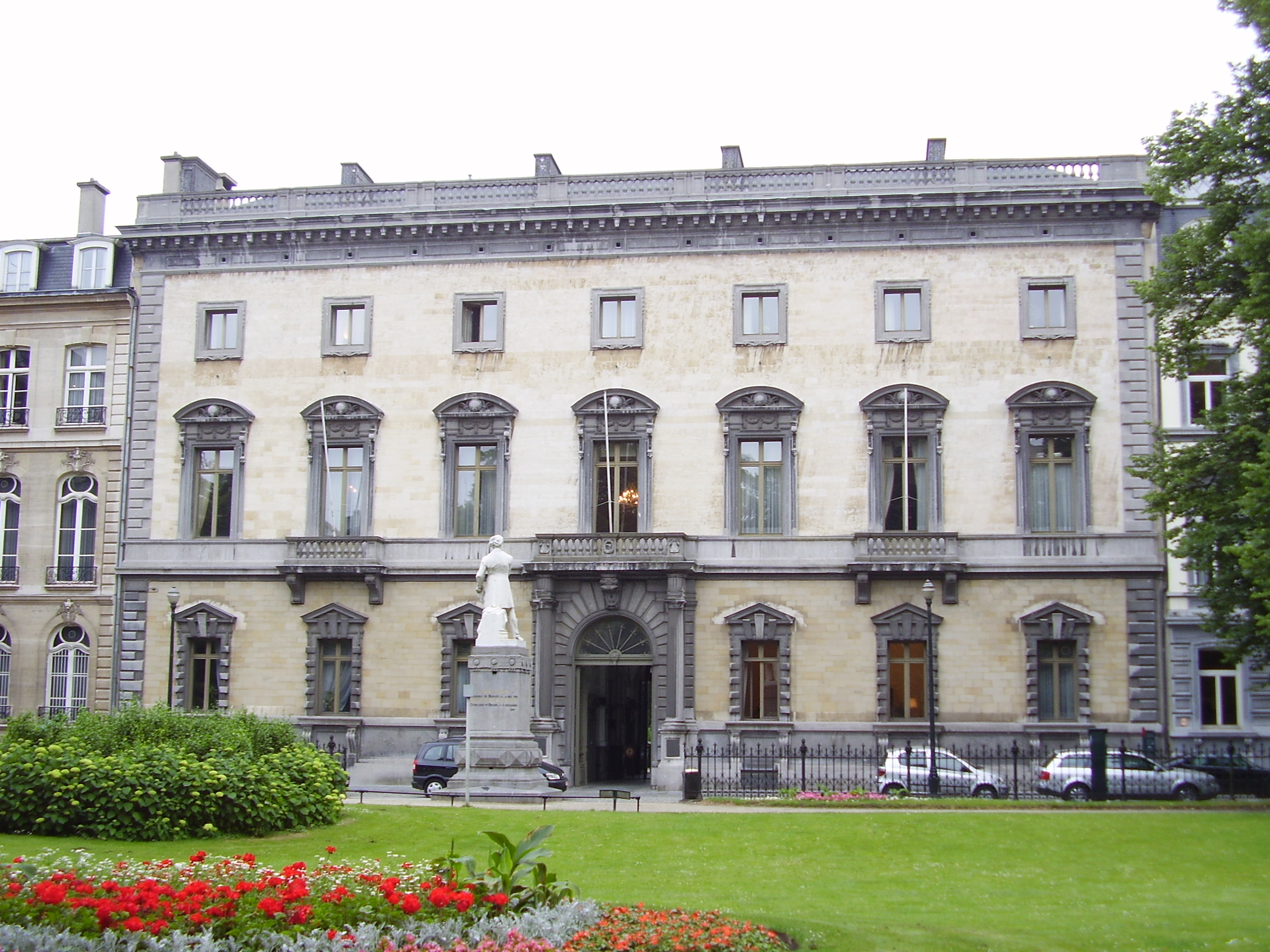
Het Paleis Van der Noot d'Assche

Leopold III werd geboren in Brussel als prins Leopold van België, prins van Saksen-Coburg en Gotha. Hij was de oudste van drie kinderen van Albert I en Elisabeth in Beieren: hij had een broer Karel en een zus Marie José.
De geboorte vond plaats in het Paleis Van der Noot d'Assche in de Wetenschapsstraat (Leopoldswijk), waar na de Tweede Wereldoorlog de Raad van State zich vestigde. Bij zijn doopsel was zijn grootoom, koning Leopold II, peter. In 1909 werd hij troonopvolger en kreeg hij de titel hertog van Brabant. 
De jonge Leopold kreeg huisleraren tot aan zijn veertiende jaar. In 1914, na het uitbreken van de oorlog, vergezelde hij zijn ouders en verbleef met hen in De Panne. Van 1915 tot 1919 was hij, met onderbrekingen, leerling in Eton College. Vanaf 1919 volgde hij in Brussel een militaire opleiding. Hij ondernam ook, soms met zijn ouders, grote reizen, onder meer naar de Verenigde Staten en naar Brazilië. In 1925 ging hij op studiereis in Congo.

## Eerste huwelijk

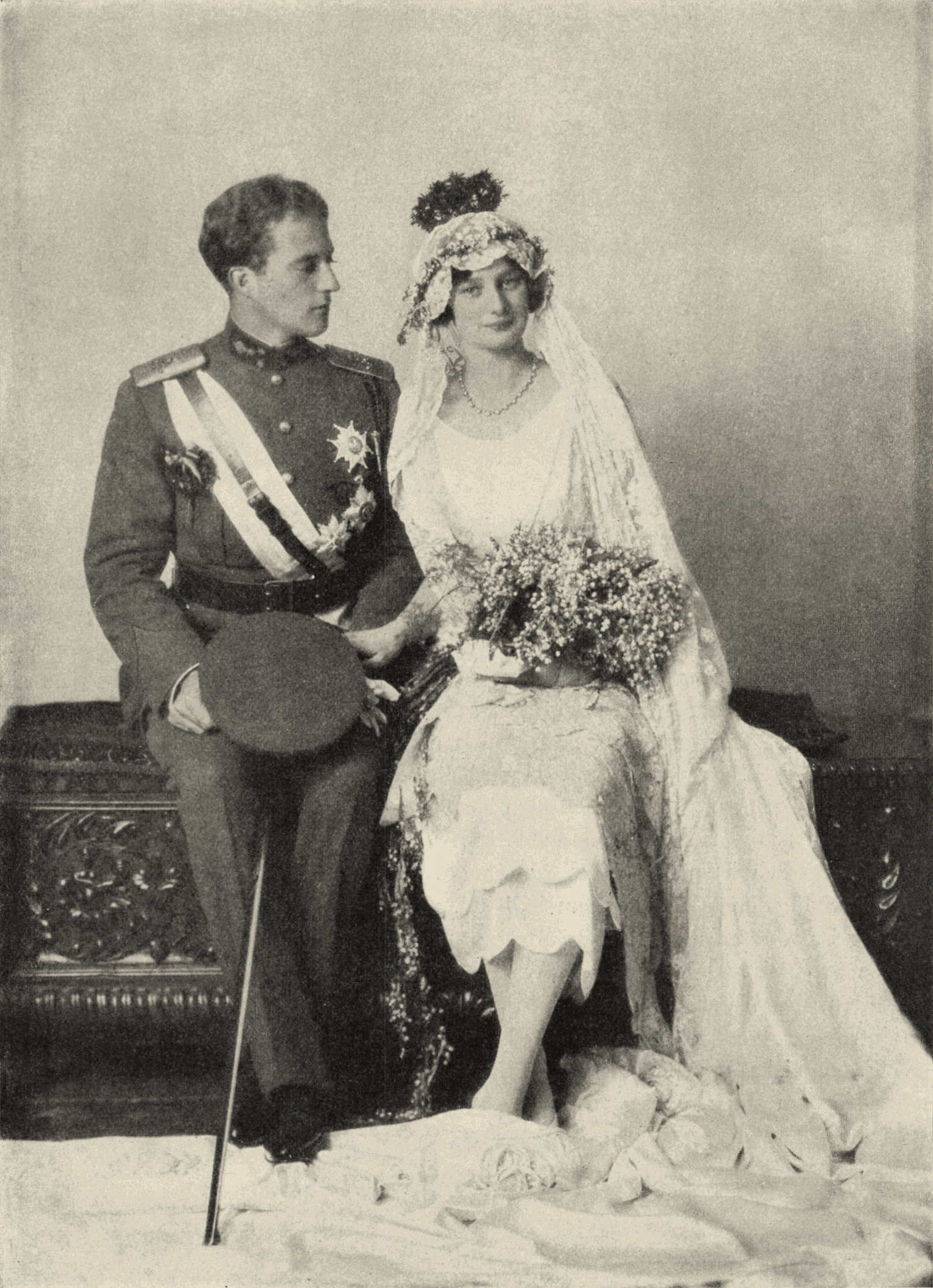
Huwelijk van Leopold III met Astrid

Nadat een jaar lang het gerucht ging dat Leopold zich met de Italiaanse prinses Mafalda zou verloven, trouwde hij op 4 november 1926 in Stockholm met de Zweedse prinses Astrid. Uit dit huwelijk werden drie kinderen geboren:
- Josephine Charlotte (11 oktober 1927 – 10 januari 2005), getrouwd met groothertog Jan van Luxemburg;
- Boudewijn (7 september 1930 – 31 juli 1993), vijfde koning der Belgen;
- Albert (6 juni 1934), zesde koning der Belgen.

## Koning

Koninklijk monogram van koning Leopold III

Leopold legde op 23 februari 1934 de eed af, nadat koning Albert I op 17 februari in Marche-les-Dames het leven liet bij een rotsbeklimming.
Op 29 augustus 1935 in het Zwitserse Küssnacht verloor Leopold III als chauffeur de controle over het stuur van de wagen en koningin Astrid werd uit de wagen geslingerd met haar hoofd tegen een perenboom, waarbij zij overleed. Leopold was licht gekwetst. Hij liet op de plaats van het ongeval een kapel bouwen.

## Eretekens
Koning Leopold werd bedacht met talrijke eretekens, hem verleend door andere landen. Als belangrijkste zijn te vermelden:
- Het Gulden Vlies: Hij werd benoemd tot de 1154e ridder van de Orde van het Gulden Vlies in Spanje in 1923,
- Hij ontving in 1927 het 355e grootkruis van de Portugese Orde van de Toren en het Zwaard.
- Hij werd in 1935 de 833e ridder van de Orde van de Kousenband.

## Tweede Wereldoorlog

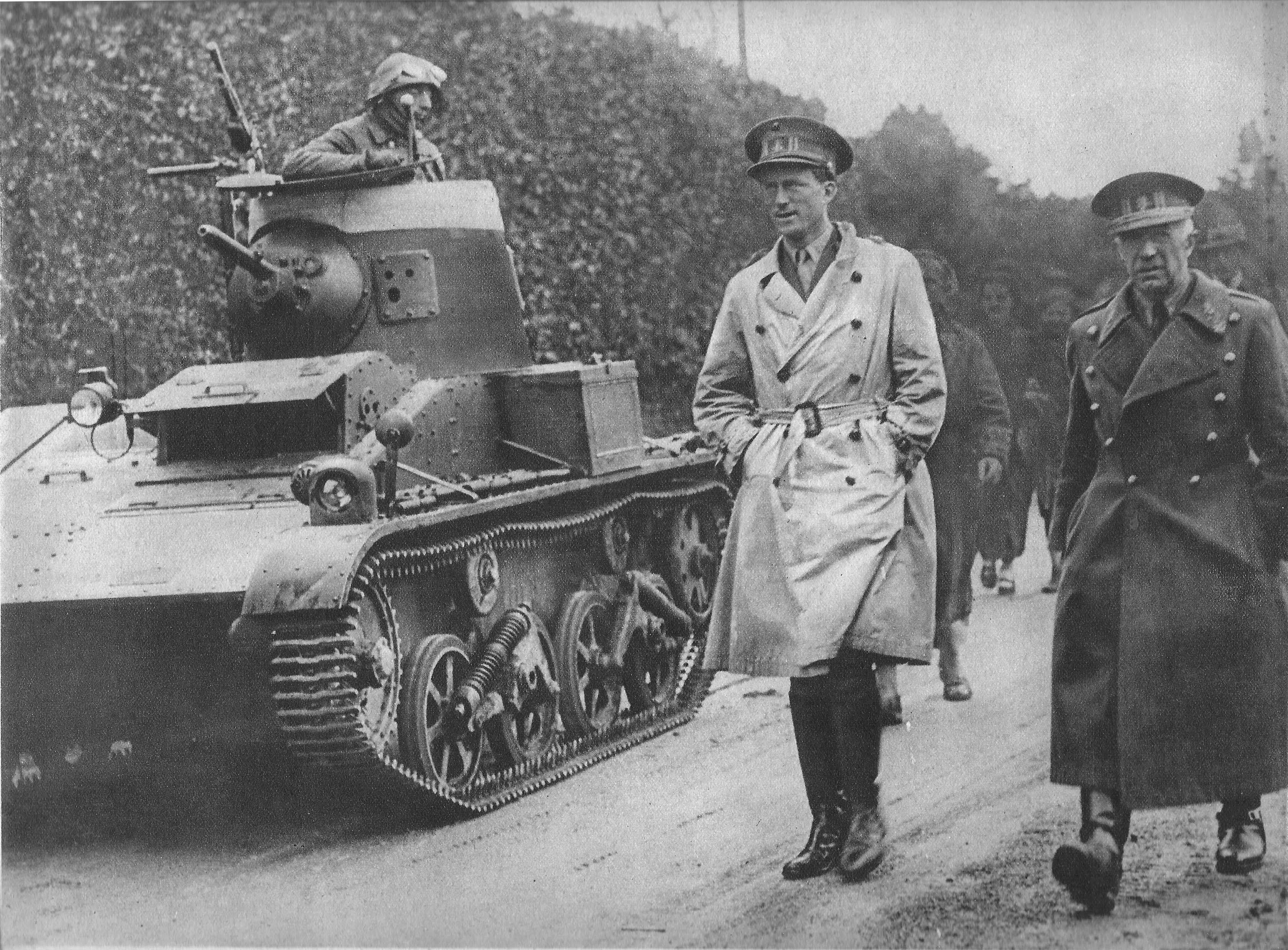
Leopold III op 18 mei 1940 met minister van landsverdediging generaal Denis

### Neutraliteit
Onder invloed van de Duitse herbewapening liet België de bondgenootschappen uit de Eerste Wereldoorlog los en ging een neutrale koers volgen. Nazi-Duitsland erkende, na het opzeggen van het Verdrag van Locarno, de Belgische en Nederlandse neutraliteit. Leopold bracht ook snelle verbetering in de koele betrekkingen met de noorderbuur. Samen met koningin Wilhelmina nam hij in 1938 en 1939 enkele initiatieven met de bedoeling de vrede in Europa te bewaren. Leopold speelde ook informatie van de Belgische geheime dienst over Duitse troepenbewegingen door aan de Franse bevelhebber Maurice Gamelin.

### Achttiendaagse Veldtocht

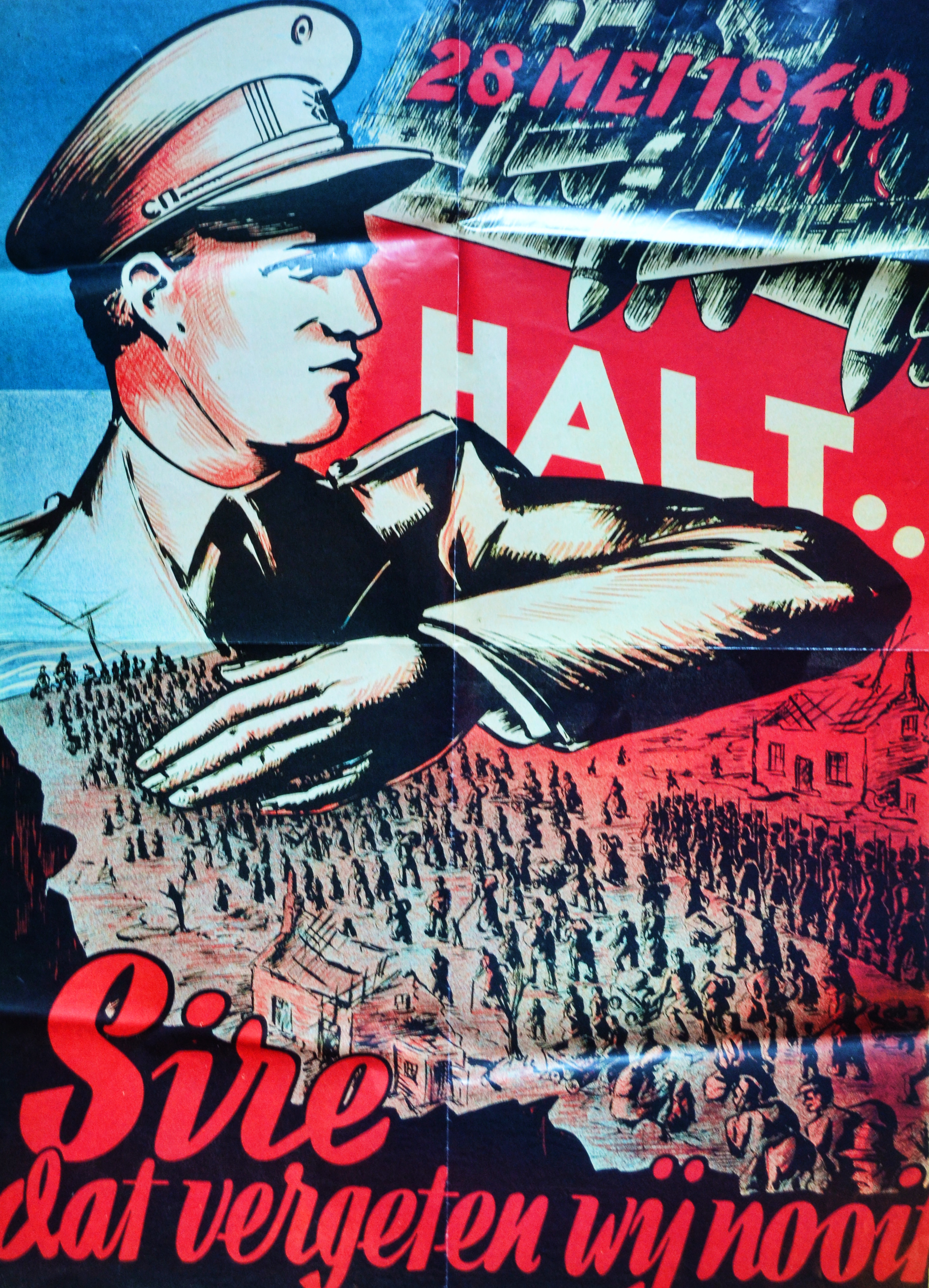
Belgische propagandaposter van koning Leopold III met opschrift "28 mei 1940, halt, sire. Dat vergeten wij nooit" naar aanleiding van de 18-daagse veldtocht.

In mei 1940, bij de inval in België door nazi-Duitsland, stond Leopold erop om persoonlijk het opperbevel over het Belgische leger te voeren in de Achttiendaagse Veldtocht, zoals zijn vader, die zijn grote voorbeeld was, het leger in de Eerste Wereldoorlog had aangevoerd.
Hij gaf een letterlijke betekenis aan het artikel van de grondwet dat aan de koning het opperbevel over het leger gaf. De regering hield het echter bij de stelling dat, net als alle andere koninklijke prerogatieven, het bevel over het leger ondergeschikt was aan het akkoord van de regering, minstens van de minister van Defensie. Zolang er gestreden werd, wilde de regering-Pierlot het ongecontroleerde bevelhebberschap aanvaarden, maar stelde de voorwaarde dat - zodra de gevechten zouden eindigen en het land onder de bezetting van de Duitse overwinnaar zou komen - de koning samen met de regering het land moest verlaten en vanuit het buitenland de strijd voort moest zetten. Omdat hij dit weigerde en het zijn plicht achtte om bij zijn volk te blijven, kwam het tot een breuk met de regering van Hubert Pierlot. Dit gegeven vormde de kiem van de latere koningskwestie. Het laatste en dramatische gesprek tussen de koning en zijn ministers Pierlot, Spaak, Vanderpoorten en Denis vond plaats in Wijnendale op 25 mei. Na de slag aan de Leie capituleerde Leopold.

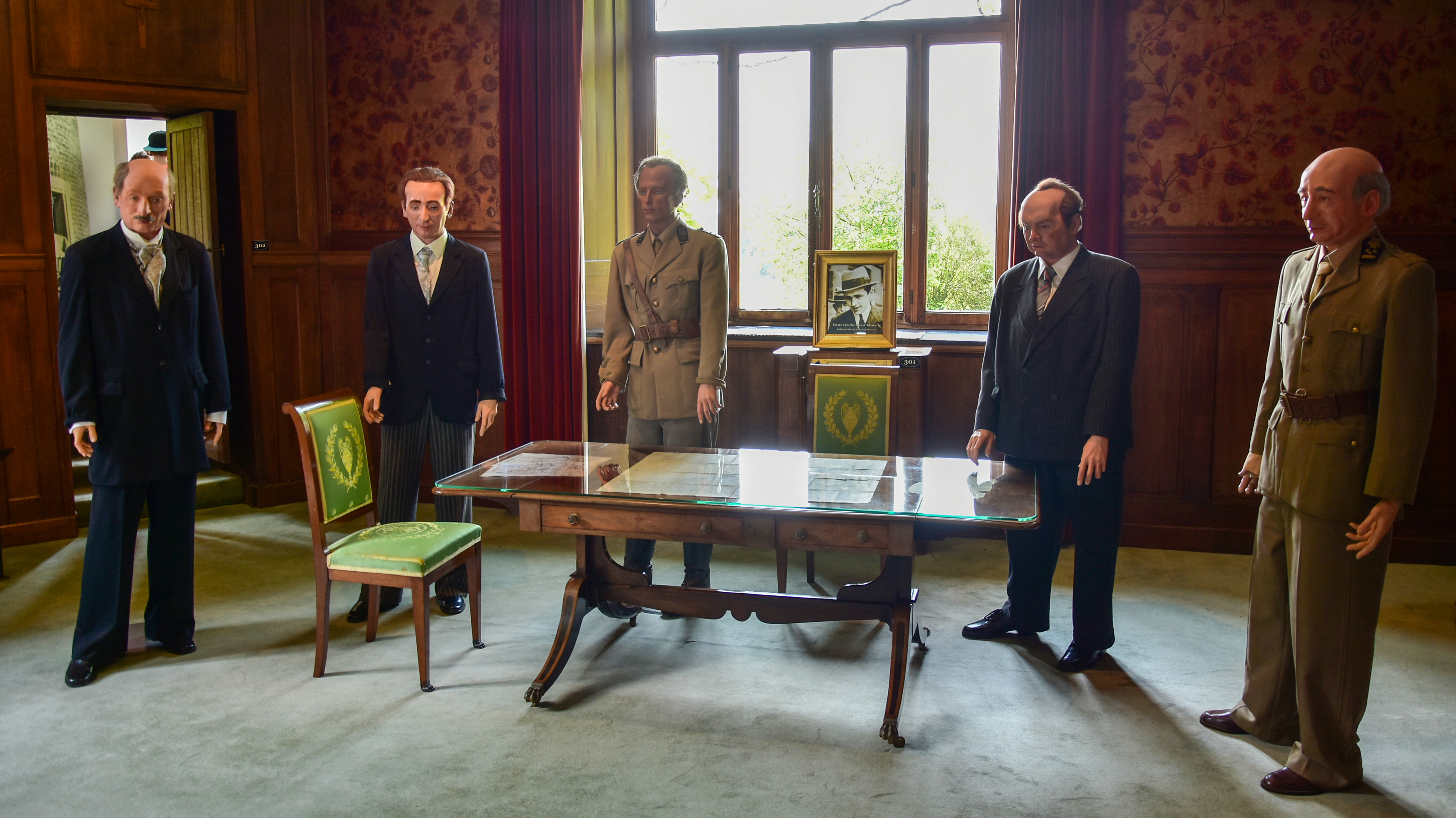
Evocatie van het gesprek op 25 mei 1940 tussen Leopold III en zijn ministers in het Kasteel van Wijnendale. Van links naar rechts: Hubert Pierlot, Arthur Vanderpoorten, de koning, Paul-Henri-Spaak en luitenant-generaal Henri Denis

### Capitulatie

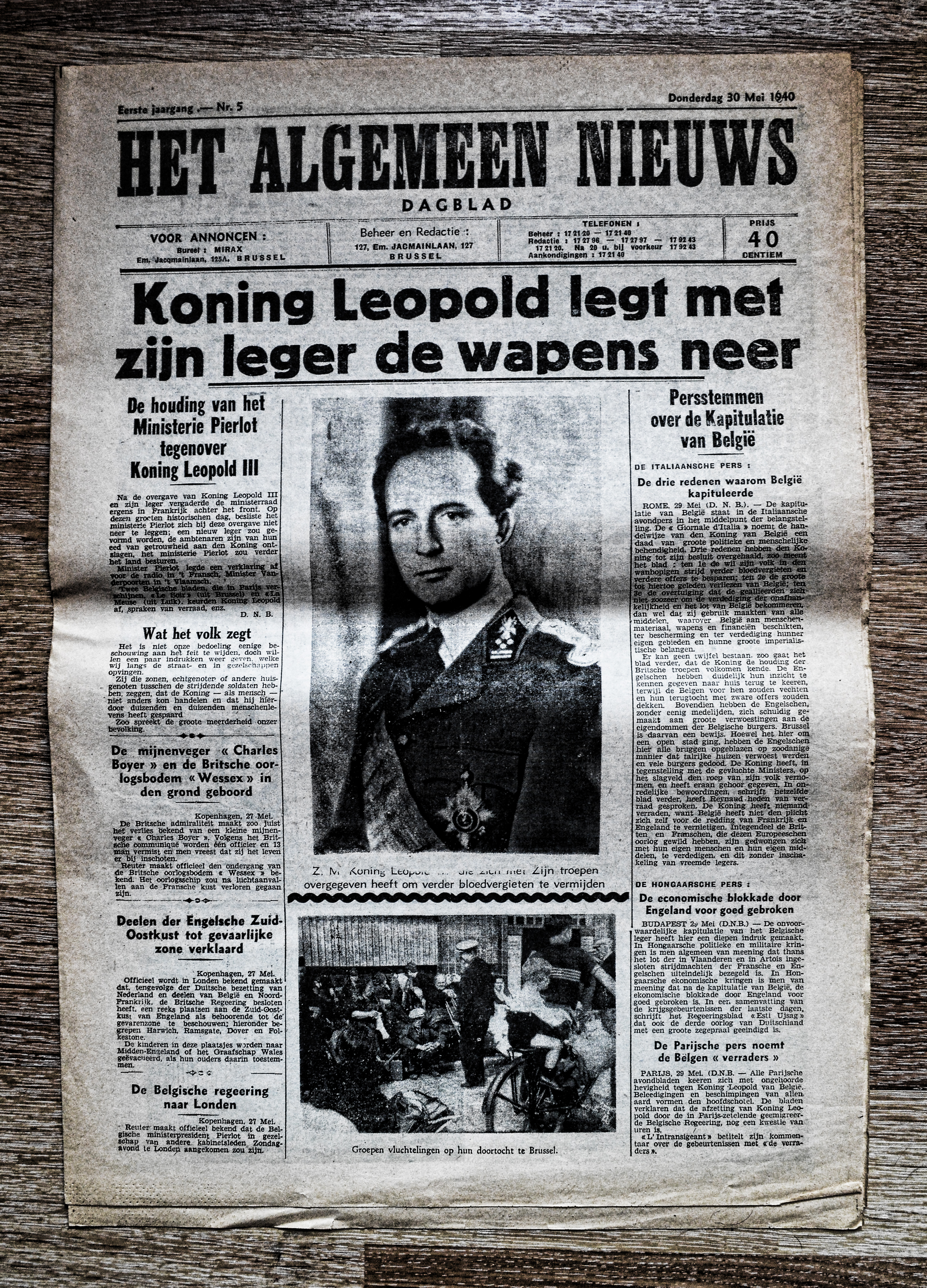
Voorpagina Het Algemeen Nieuws (30 mei 1940)

Vanaf 25 mei en zelfs al vroeger wisten de koning en de regering dat ze onder de voet zouden worden gelopen door het Duitse leger. Het enige dat nog telde, was nog enkele dagen stand te houden, teneinde de evacuatie van de geallieerde legers mogelijk te maken. Om hierin te helpen, liet men grote delen van de Westhoek onder water lopen om zo de opmars van de Duitse troepen te hinderen.
De koning spande zich in om de geallieerden duidelijk te maken, als ze dit niet uit zichzelf wisten, dat het uur van de capitulatie van de Belgische troepen snel naderde. Onmiddellijk na die capitulatie werd door de Britse maar vooral door de Franse overheid geprotesteerd dat het onverwacht was gekomen en ze hierdoor schade hadden geleden. Achteraf bleek dit onjuist te zijn, want de signalen waren talrijk geweest:
- Op 24 mei schreef Leopold een brief naar de Koning van Engeland, waarin hij duidelijk liet weten dat voor het Belgisch leger de strijd ten einde liep.
- Via admiraal Roger Keyes, de speciale gezant van de eerste minister Winston Churchill, verwittigde hij deze in dezelfde zin.
- De Franse generaal Champon en de Britse kolonel Davy die bestendig op het Belgische hoofdkwartier aanwezig waren, kenden de hopeloze toestand waarin het leger zich bevond en berichtten hierover aan hun respectieve chefs.
- Op 26 mei ontving de koning de generaals Champon en Blanchard en gaf hen een boodschap mee voor opperbevelhebber Maxime Weygand, die meldde dat de grenzen van het weerstandsvermogen bereikt waren.

Leopold achtte de capitulatie onvermijdelijk om een grote slachting onder de Belgische soldaten en onder de massa in West-Vlaanderen toegestroomde vluchtelingen te vermijden. Een groot deel van de Belgen volgde hem in die gedachtegang en rond zijn persoon ontstond een ware cultus.
Nadat tot capituleren besloten was, werd nog een aantal uren gewacht, om nog een laatste respijt te geven voor de evacuatie van de Engelse troepen in Duinkerke. De wapens werden neergelegd op 28 mei om 4 uur. In de loop van de voormiddag namen de Duitsers de stad Brugge in en meldden zich aan op de residentie van de gouverneur, waar de koning verbleef. Hij werd in de nacht van 29 mei onder militair escorte naar Laken gevoerd.

### Krijgsgevangenschap

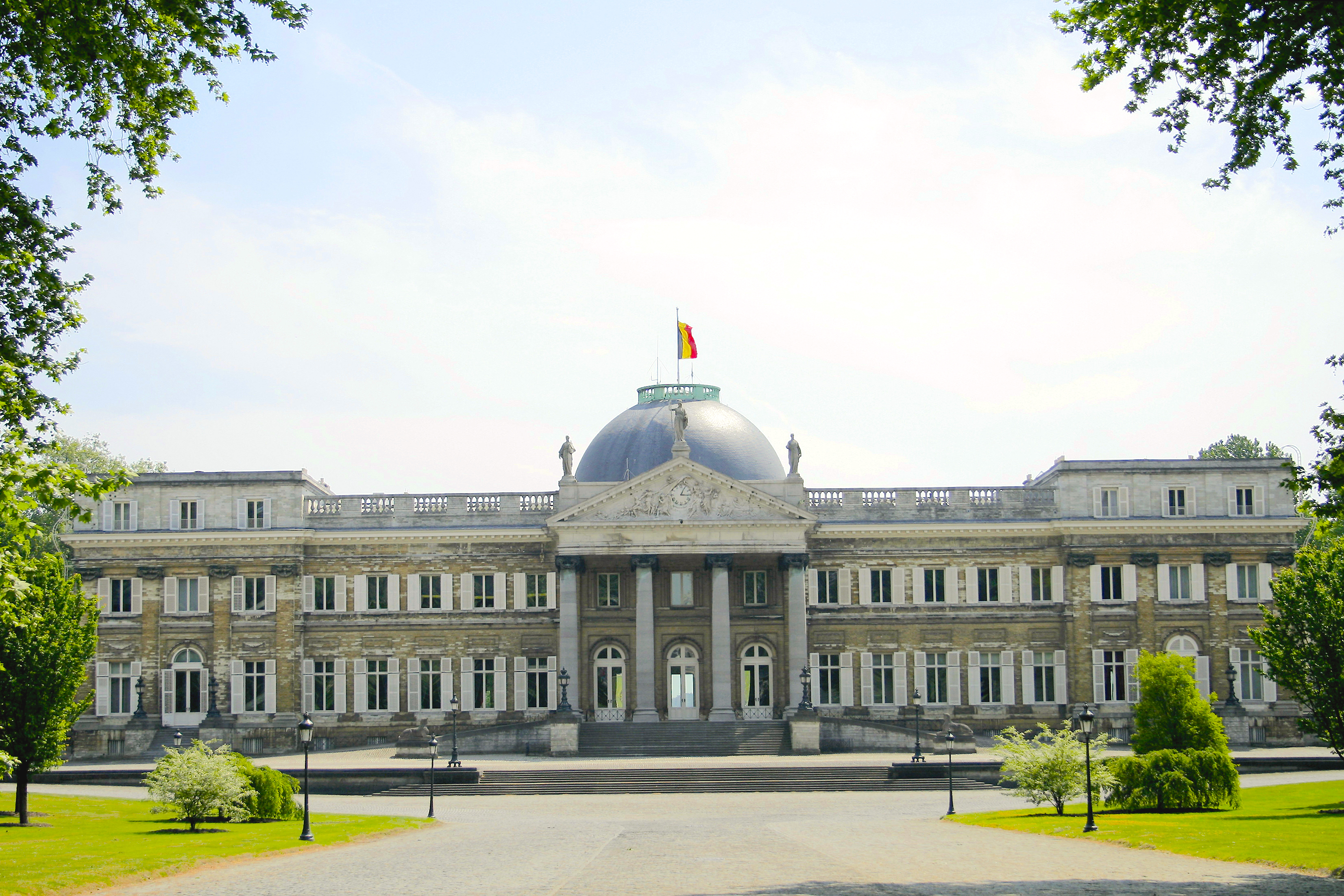
Het Kasteel van Laken

Nu de koning in handen was gevallen van de vijand en onder huisarrest in het Kasteel van Laken verbleef, ontnamen de ministerraad en een parlementaire meerderheid hem zijn grondwettelijke bevoegdheden, op basis van artikel 82 van de Grondwet. In Limoges besloten zij: de koning "verkeerde in de onmogelijkheid om te regeren". De grondwet voorzag in dit geval de bijeenroeping van de Verenigde Kamers, die met een gekwalificeerde meerderheid een regent moesten aanstellen. Aangezien  dit onmogelijk was, besliste de regering dat zij de volheid van de grondwettelijke bevoegdheden op zich nam.
Naar de buitenwereld werd de verantwoordelijkheid van de gerezen toestand bij de koning gelegd. Pierlot zei in een radioboodschap:
"Geen enkele houding van de koning kan enig effect hebben als die niet door de regering wordt gedekt. Door de band met de bevolking te verbreken, plaatst de koning zich onder het gezag van de bezetter. Hij is bijgevolg niet meer in staat te regeren, want de functie van staatshoofd kan niet worden uitgeoefend onder controle van de bezetter. In afwachting zal de grondwettelijke macht van de koning worden uitgeoefend door de regering, verenigd in raad en onder haar verantwoordelijkheid worden uitgeoefend."
Winston Churchill stelde de koning in zijn toespraak op 4 juni 1940 tot het House of Commons verantwoordelijk:

"Op het laatste moment, toen de invasie van België al een feit was, riep Koning Leopold ons om hulp en zelfs op dit laatste moment kwamen we. Hij en zijn dapper, efficiënt leger, bijna een half miljoen man sterk, beschermden onze linkerflank en hielden zo onze terugweg naar de zee open. Plotseling, zonder voorafgaand overleg, met zo min mogelijk waarschuwing, zonder advies van zijn ministers en op zijn eigen persoonlijk initiatief, zond hij een bericht naar het Duitse opperbevel, waarin hij de overgave van zijn leger betekende en onze hele flank en onze terugtocht in gevaar bracht."
De Britse pers noemde hem de "Koning Verrader" en "Koning Rat". De Daily Mirror drukte zijn portret af met onderschrift "Het gezicht dat elke vrouw nu veracht". Belgische vluchtelingen in Parijs plaatsten bij het standbeeld van koning Albert een bericht "uw onwaardige opvolger". De Britse historicus Sir Basil Liddell Hart noemde de beslissing van Leopold nochtans eervol.
De Franse premier Paul Reynaud beschuldigde Leopold van verraad. Leopold was de zondebok geworden, omdat Reynaud besefte dat ook de Slag om Frankrijk verloren was. Een koning kon door het republikeinse Frankrijk verantwoordelijk gesteld worden voor het eigen falen. Uiteraard had de breuk tussen de koning en zijn regering het gemakkelijker gemaakt om hem als schuldige aan te wijzen.
Dat ook de Belgische regering hem met de vinger nawees en dat op 31 mei in Limoges de aanwezige parlementsleden dit onderschreven, deed Leopold beslissen alle contacten met de regering af te breken. Hij zou dit in de volgende oorlogsjaren consequent doorzetten.

### Onderhoud met Hitler
Toen Leopold III van Brugge naar Brussel werd gevoerd en in het paleis van Laken aankwam, waren er al meldingen dat een gesprek met Hitler zeer binnenkort te verwachten was. Op 31 mei meldden twee gezanten van Hitler zich aan in Laken (staatsminister Otto Meissner en dokter Karl Gebhardt) met een uitnodiging voor de koning om de Führer te ontmoeten. Het antwoord van de koning luidde dat hij de uitnodiging aanvaardde, maar op voorwaarde dat de ontmoeting incognito gebeurde. Generaal Van Overstraeten en ook Hendrik De Man schreven dat de koning uitgeput was en erg tegen een confrontatie met Hitler opzag.
Op 4 juni antwoordde Hitler dat hij zich over de principiële aanvaarding verheugde, maar dat hij het incognito onmogelijk achtte. Hij zou er later op terugkomen, wanneer de militaire operaties in Frankrijk achter de rug waren.
Op 26 juni, na de wapenstilstand in Frankrijk, bevestigde Leopold aan zijn bewaker kolonel Werner Kiewitz dat hij bereid bleef Hitler te ontmoeten (zonder nog aan de voorwaarde van incognito te houden), en verzocht hem dit door te seinen. Nu was het Hitler die weigerde. In zijn instructies van 11 juli 1940 over België werd geen rol meer voorzien voor de koning en werd het toekomstig lot van het land onbeslist gelaten. Als er vanuit de omgeving van de koning nog vragen zouden komen over de toekomst van België, moest daar 'dilatorisch' op geantwoord worden.
Begin oktober 1940 verbleef prinses Marie-José gedurende drie weken bij haar moeder en broer in Brussel. Vandaar vertrok ze naar Duitsland en op 17 oktober ontmoette ze er Hitler, tot wie ze relatief gemakkelijk toegang had. Ze vroeg opnieuw een onderhoud Hitler-Leopold aan.
Hitler ging op het verzoek in en liet enkele dagen later weten dat hij de koning zou ontmoeten op 27 oktober 1940 in het station van Yvoir, in de trein waarmee hij door België reed, bij terugkeer uit Frankrijk. De afspraak werd echter te elfder ure afgezegd, omdat Hitler dringend naar Florence afreisde voor een ontmoeting met Benito Mussolini.
Een nieuwe datum werd voorgesteld, die deze keer werd gehonoreerd: 19 november 1940, met als plaats van het onderhoud Hitlers Berghof bij Berchtesgaden. Zowel de koning als de Führer wisten dat van politieke onderhandelingen geen sprake kon zijn, maar de drie punten die de koning wilde bespreken, lagen er toch dichtbij. Hij wilde het met name hebben over:
1. de terugkeer van de Belgische krijgsgevangenen naar België,
2. de verbetering van de voorwaarden voor voedselbedeling (de rantsoenering zat onder het peil van Frankrijk en Nederland),
3. de mogelijkheid tot behoud van de Belgische onafhankelijkheid in een door Duitsland gedomineerd Europa.

Het gesprek was georganiseerd door generaal Raoul Van Overstraeten, militair raadgever van Leopold. Aanwezig waren Hitler, Leopold en professor Schmidt, tolk van Hitler. Het gesprek leverde geen resultaat op, want zelfs de vage beloften van Hitler over humanitaire kwesties kregen geen gevolg. Wat het politieke gesprek betreft wisten beiden dat het onmogelijk om onderhandelingen over het toekomstige lot van België kon gaan. Zelfs de door Leopold verhoopte verklaring die de toekomstige onafhankelijkheid van België zou hebben gegarandeerd, kwam er niet.

### Verzet

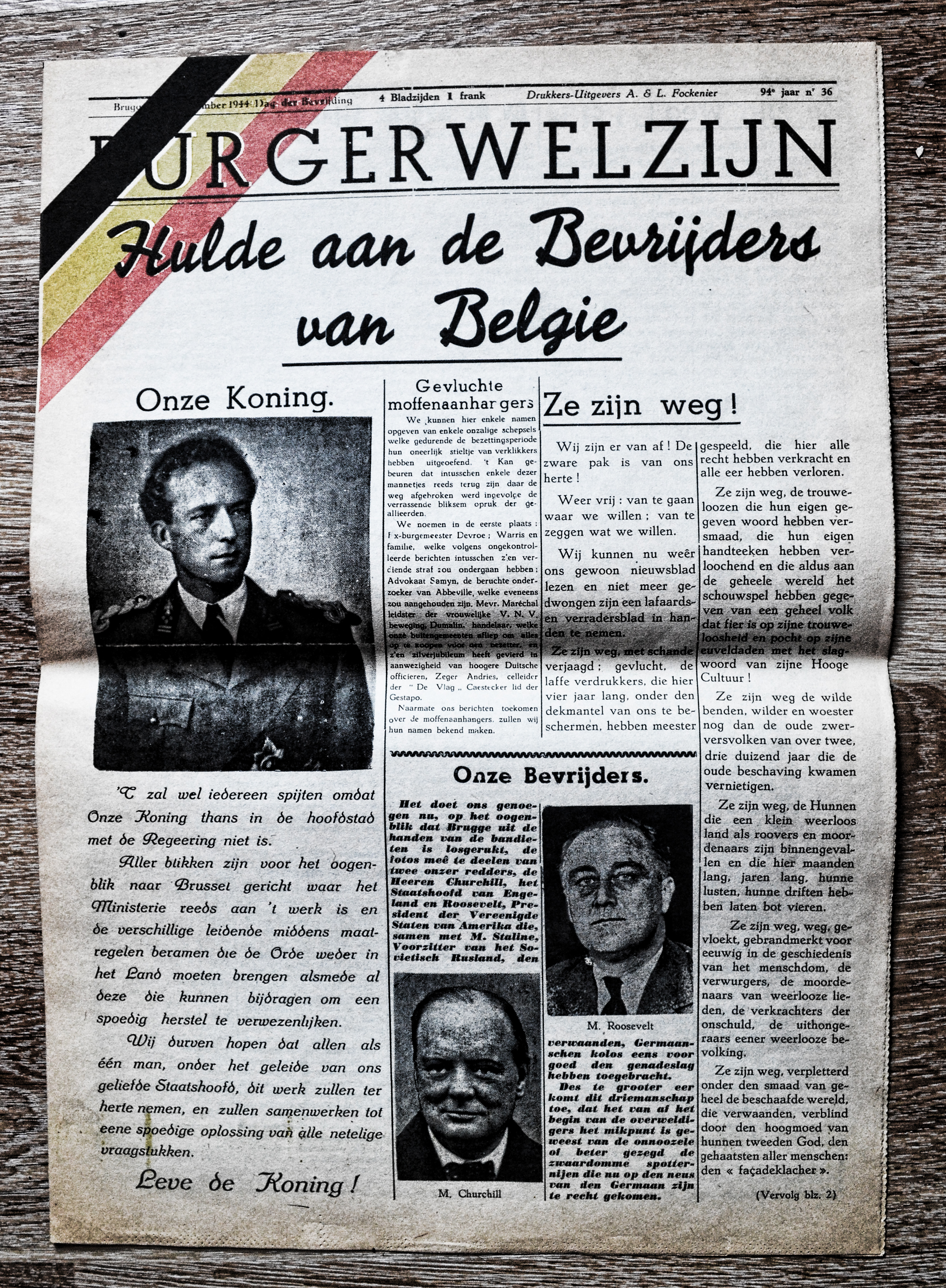
Voorpagina Brugs weekblad "Burgerwelzijn", september 1944

De door officieren opgerichte eerste verzetsgroepen in België wekten argwaan op bij de regering in Londen. Niet alleen waren ze zeer trouw aan de koning, die ze als hun echte chef beschouwden, ze sympathiseerden ook met politieke plannenmakers van uiterst rechtse strekking. Ze waren de regering in ballingschap zeker niet genegen.
De Britse SOE zag dat anders en wilde graag samenwerken met de lokale verzetsbewegingen. Vooral het Belgisch Legioen van commandant Claser sprak hen aan. Deze en een paar andere bewegingen zoals Falanx (van majoor De Grunne) en Gereconstrueerd Belgisch Leger (van kolonel Lentz) bestonden hoofdzakelijk uit Belgische officieren, die al dan niet ondergedoken leefden. De Britten zetten dan ook de Belgische regering onder druk om het verzet in België te erkennen en te ondersteunen. Dit gebeurde niet zonder problemen, vanwege de bestaande argwaan. De eerste contacten met de naar Londen overgevlogen Claser veranderden daar weinig aan. Het was pas nadat Claser door de Duitsers was opgepakt en kolonel Jules Bastin de leiding nam dat het tij keerde. Het Belgisch Legioen werd vanaf midden 1942 als verzetsbeweging aanvaard. Het wijzigde zijn naam in Geheim Leger. Het vertrouwen in Bastin, een vriend van François De Kinder, de schoonbroer van Pierlot, was groot. Vanaf dan liepen de contacten direct met de Belgische diensten in Londen en niet meer via de Britse SOE zoals voorheen. De Belgische regering gaf voortaan opdrachten en verstrekte financiën en wapens.
De koning bleef op de hoogte van de verzetsactiviteiten via generaal Van Overstraeten, die nauwe contacten had met verzetslui. Het belette niet dat de koning terughoudend bleef tegenover militaire verzetsacties, die volgens hem te veel offers zouden eisen, zowel tijdens gevechten als tijdens de represailles die er zouden op volgen.

### Geheime dochter
Tussen zijn eerste en tweede huwelijk had Leopold twee minnaressen: de dichteres Francesca Erik en de kunstschaatsster Liselotte Landbeck. Samen met Liselotte Landbeck kreeg hij in 1940 in Antwerpen een dochter, Ingeborg Verdun.

## Tweede huwelijk

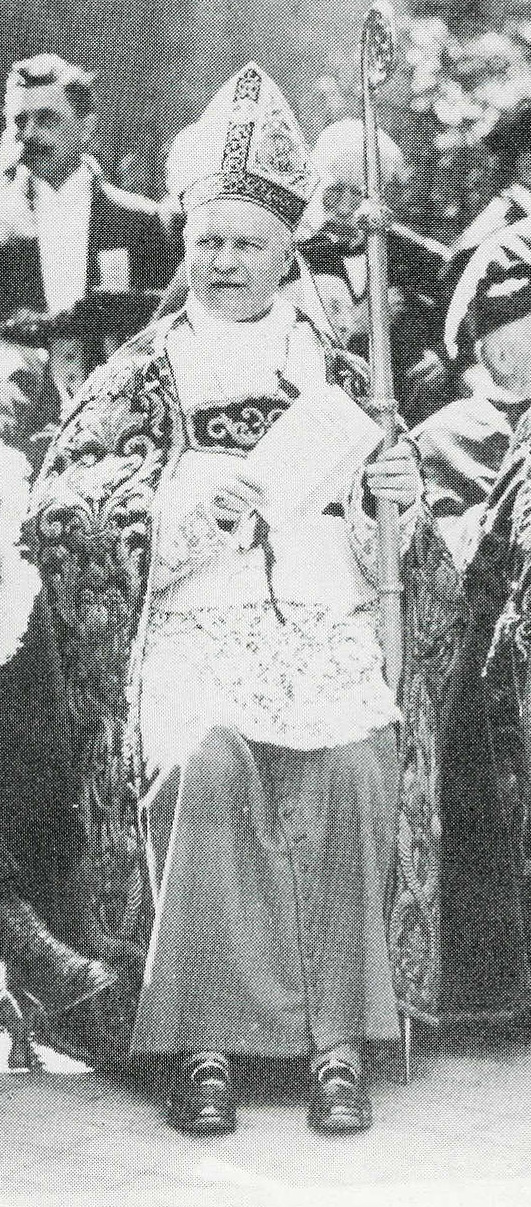
Kardinaal Van Roey

Op 6 december 1941 trouwde koning Leopold met de op dat ogenblik reeds van hem zwangere Lilian Baels, dochter van oud-gouverneur van West-Vlaanderen Hendrik Baels. Het burgerlijk huwelijk werd op 7 december via een kerkelijke brief van kardinaal Van Roey bekendgemaakt. Daarin maakte deze ook melding van hun kerkelijk huwelijk dat reeds op 11 september door hem zou ingezegend zijn.
De geboorte, zeven maanden later, van hun zoon Alexander op 18 juli 1942 maakte de reden van het burgerlijk huwelijk en het kerkelijk huwelijk dat er drie maanden aan voorafging (wat ook in strijd is met de grondwet) voor iedereen duidelijk.
Dit huwelijk, dat slecht onthaald werd bij de onder de bezetting lijdende bevolking (zeker na de bekendmaking van de geboorte), zou de koning ook parten spelen bij de afwikkeling van de koningskwestie na de oorlog. Lilian is sindsdien nooit geaccepteerd geweest; in de ogen van bepaalde delen van de bevolking bezoedelde zij de erfenis van Astrid. Zij werd daarom door haar huwelijk geen koningin der Belgen. Ook uit dit huwelijk is er anno 2025 afstamming: de koning heeft postuum twee wettige kleinkinderen: Leopoldo en Alexandra Moncada, die echter geen titels dragen.

## Politiek testament
In januari 1944 schreef koning Leopold III een nota (later bekend als 'politiek testament'), bestemd voor de regering die aan de macht zou zijn als de geallieerde troepen het land zouden bevrijden en hij op dat ogenblik niet in België zou zijn. Een beslissing tot bekendmaking van het document liet Leopold over aan de regering indien zij dit opportuun zou achten. In het testament eiste hij onder meer excuses van de regering in ballingschap voor de gebeurtenissen van 1940 en verwierp hij de verdragen die zij in Londen gesloten had. Hij vermeldde met geen woord de geallieerden die het land bevrijdden, noch het verzet en de slachtoffers van het naziregime. Dit zette hernieuwd kwaad bloed, zowel bij de regering als bij de geallieerden.

## Koningskwestie

### Deportatie

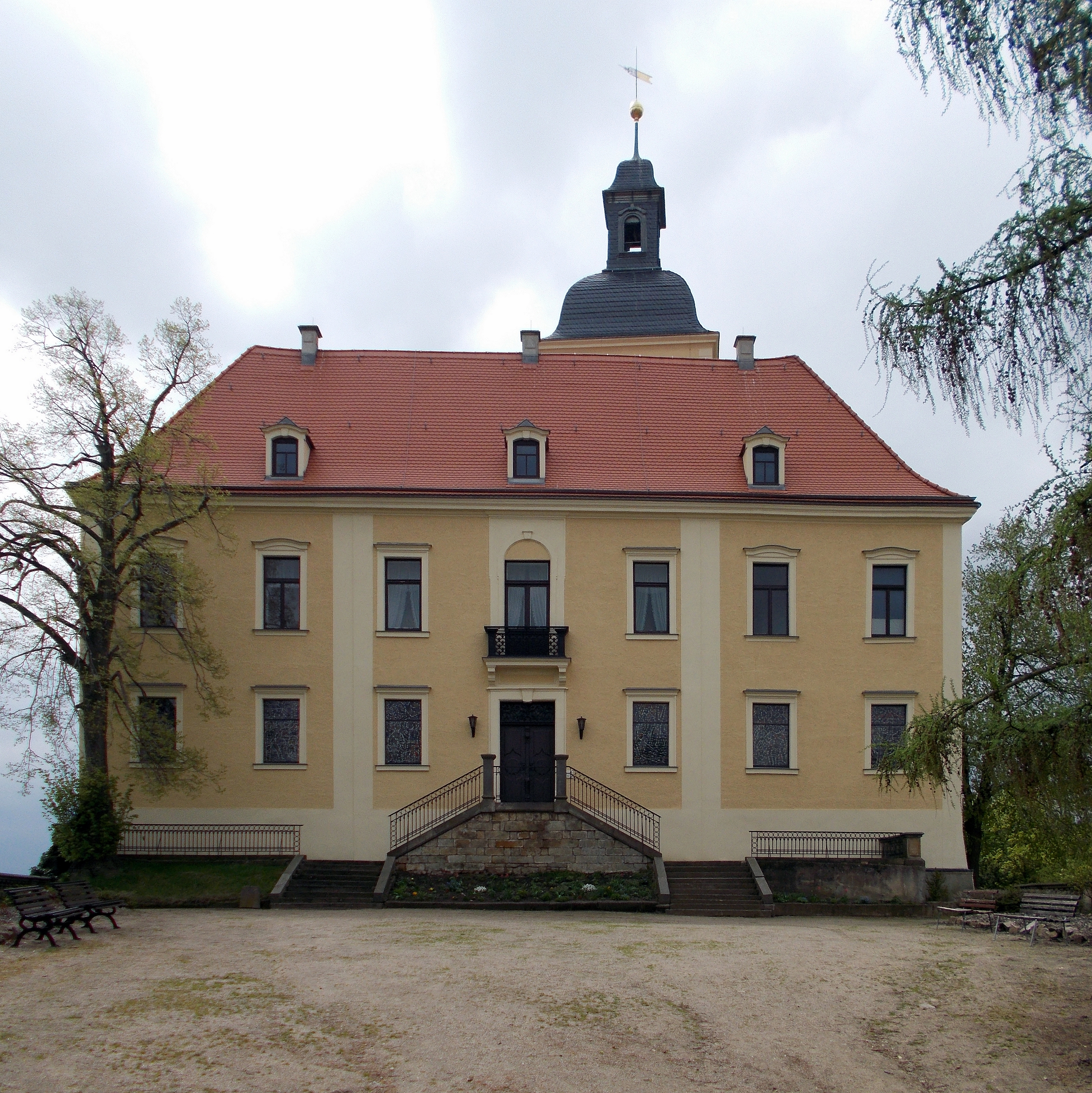
Schloss Hirschstein

Op 7 juni 1944, de dag na de Landing in Normandië, werd eerst Leopold III en daags daarop de koninklijke familie door de Duitsers gedeporteerd naar kasteel Hirschstein aan de Elbe in Saksen. Op 7 maart 1945, toen de geallieerde troepen naderden, werden ze overgebracht naar Strobl in Oostenrijk. Heinrich Himmler gaf bevel de koninklijke familie te fusilleren, maar doordat de troepen van generaal George Patton de telefoonlijnen hadden vernield kwam het bericht niet aan. Begin mei werden ze door het 7e Amerikaanse Leger van generaal Alexander Patch bevrijd.
Zijn breuk met de Belgische regering tijdens de Duitse inval in mei 1940 en daaropvolgend het verschil in houding tussen de koning en de regering in ballingschap tijdens de bezetting zouden de aanleiding vormen tot de koningskwestie, die na zijn bevrijding uit krijgsgevangenschap in mei 1945 nog vijf jaar lang zou slepen.
Na zijn bevrijding waren de regering-Van Acker en de Amerikaanse regering en legerleiding, evenals de Britse regering, het erover eens dat men moest verhinderen dat koning Leopold direct naar België terug zou keren.

### Strobl
Onmiddellijk na zijn bevrijding werd de koning op 9 en 10 mei opgezocht door zijn broer Karel, de prins-regent, door eerste minister Achille Van Acker en door verschillende Belgische politieke gezagdragers. Het kwam tot dramatische tegenstellingen en heftige scènes. De koning werd voor het eerst grondig geïnformeerd over de gewijzigde toestand in het land en hoe een aanzienlijk deel van de bevolking gekant was tegen zijn terugkeer en zijn hernemen van de koninklijke functie.
Verdere onderhandelingen volgden. Voor- en tegenstanders van zijn terugkeer bezochten Leopold. Ook zijn moeder bracht hem bezoek en wilde zich voor zijn terugkeer inzetten. Ze trok naar Londen om bij de Britten voor hem te pleiten, maar werd daar met een stilzwijgende afkeuring geconfronteerd vanwege de koning, eerste minister Churchill en andere prominenten. Ze kwam van een kale reis terug. Ook hier had het 'politiek testament' een nefaste invloed gehad.
Tegen eind juli was het duidelijk dat de terugkeer van de koning onmogelijk was. De regering weigerde hiervoor verantwoordelijkheid te nemen en Leopold vond niemand bereid om een hem gunstig gezinde regering te vormen. Dat niets meer mogelijk was werd door Achille Van Acker aan de koning betekend op 7 juli 1945 tijdens een gesprek dat amper vijf minuten duurde. Het bezoek op 12 juli van prins Karel en van de voorzitters van Kamer en Senaat veranderde daar niets aan. De koningskwestie werd een lange lijdensweg.

### Zwitserland

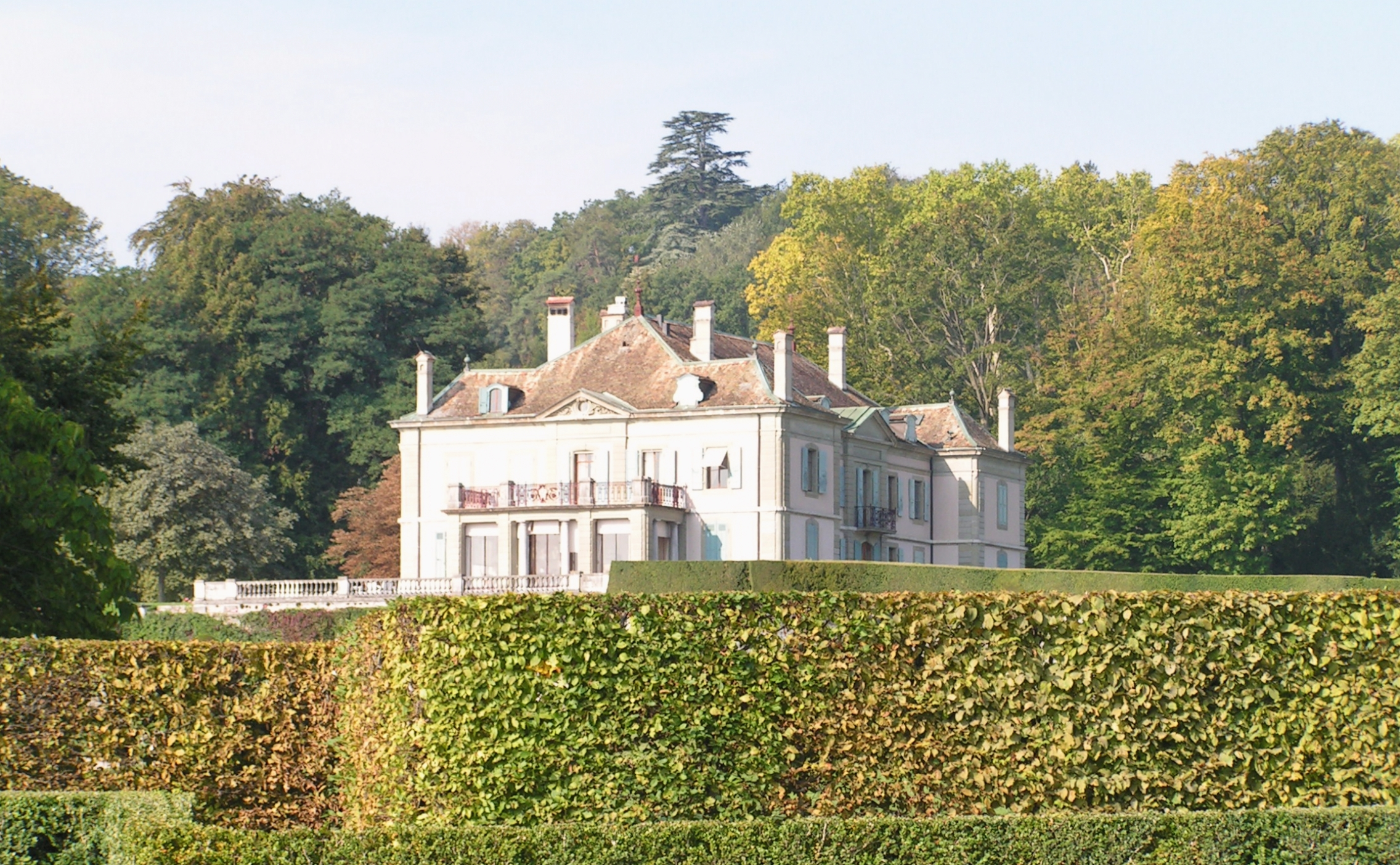
Villa Le Reposoir in Pregny-Chambésy

Op 1 oktober 1945 verhuisde de koninklijke familie naar Zwitserland, waar ze in de grote villa Le Reposoir in Pregny-Chambésy bij Genève ging wonen. Leopold stelde historicus Jacques Pirenne aan als zijn secretaris.
Pregny werd een soort bedevaartplaats, waar talrijke groepen en personen hun aanhankelijkheid aan Leopold kwamen betuigen. Ondertussen woedde de controverse verder, gaandeweg heviger, tussen voor- en tegenstanders van de terugkeer. Parlementaire debatten, publicaties voor en tegen, campagnes in de kranten: alle middelen werden aangewend, zonder dat een overeenkomst in het zicht kwam.

### Volksraadpleging

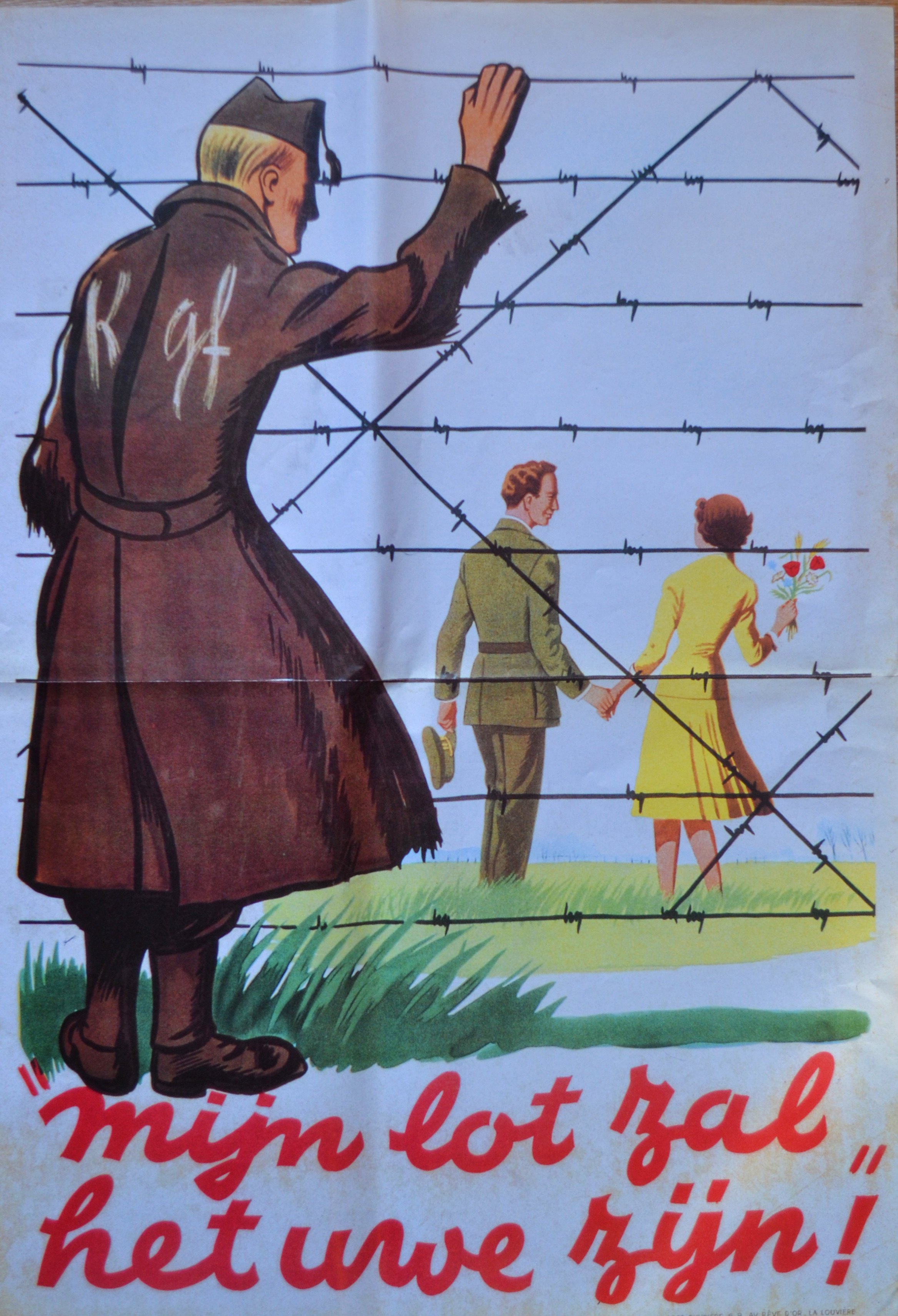
Belgische propagandaposter over koning Leopold III met het opschrift "Mijn lot zal het uwe zijn", uitgegeven in 1950 in het kader van de Koningskwestie.

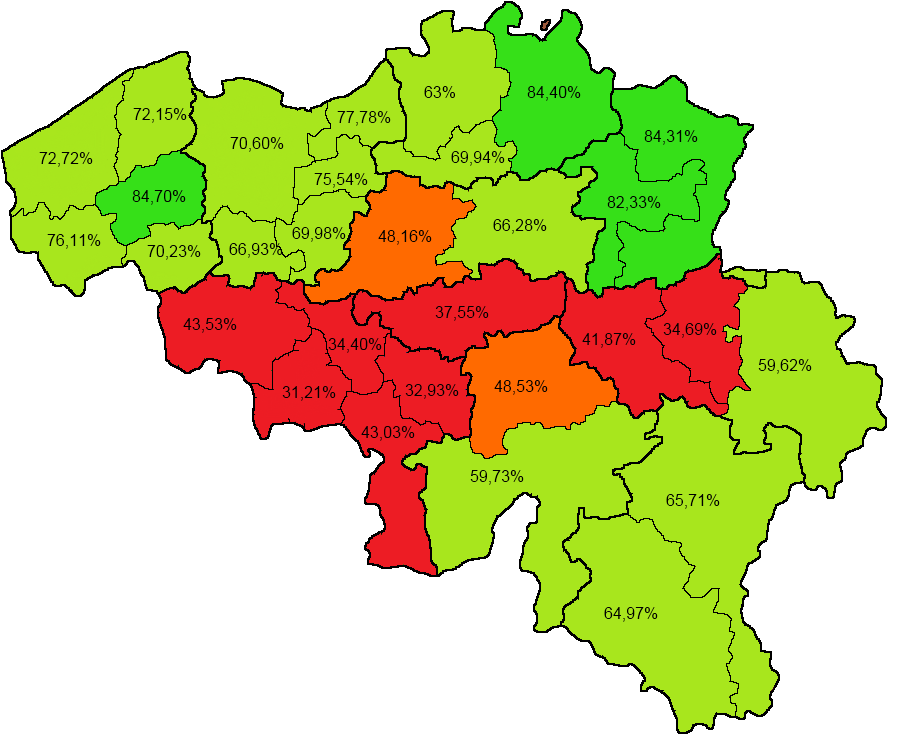
Uitslag van de volksraadpleging: groen = ja, rood = nee

In vijf jaar volgden tien regeringen elkaar in snel tempo op, zonder tot een akkoord te komen over de toekomstige rol van Leopold III. De CVP won de Belgische verkiezingen 1949 met de terugkeer van Leopold III in haar programma. Ze kwam maar één zetel tekort voor een absolute meerderheid. Eerste minister Gaston Eyskens van de katholiek/liberale regering-G. Eyskens I schreef ter oplossing van de koningskwestie een niet-bindende volksraadpleging uit op 12 maart 1950. De vraag luidde: "Zijt U de mening toegedaan dat Koning Leopold III de uitoefening van zijn grondwettelijke machten zou hernemen?" 57,68% stemde "Ja"; in Vlaanderen was de meerderheid overweldigend met 72%, in Wallonië en Brussel echter was meer dan de helft tegen terugkeer. Toen Eyskens conform de uitslag van de volksraadpleging de koning wilde doen terugkeren, stapten de liberale ministers uit de regering, zodat de regering viel en nieuwe verkiezingen uitgeschreven werden.

### Terugkeer naar België

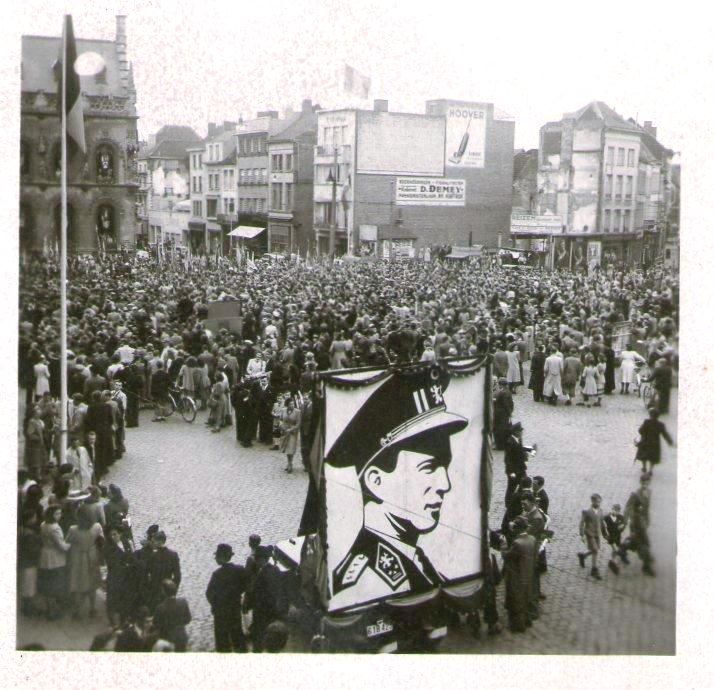
Kortrijk tijdens de Koningskwestie

De Belgische verkiezingen 1950 van 4 juni leverden de CVP een absolute meerderheid, waarmee ze een homogene CVP-regering-Duvieusart vormde. Op 20 juli 1950 stelde het parlement het einde vast van de onmogelijkheid tot regeren van Leopold III. Dit betekende het einde van het regentschap, en twee dagen later landde de koning in België, met de bedoeling zijn koninklijke functies weer op te nemen. Doordat in Wallonië een meerderheid zich verzette tegen het democratisch verlopen referendum, waarbij een meerderheid van de Belgische bevolking voor Leopold III gekozen had, kwam België aan de rand van een burgeroorlog.
Betogingen, stakingen en geweld braken uit. Te Grâce-Berleur bij Luik, schoot de rijkswacht drie betogers dood en een vierde stierf nadien. De tegenstanders van Leopold kondigden een mars op Brussel aan voor 1 en 2 augustus.

### Troonsafstand
Daarop besloot Leopold III, na zware politieke druk van de regering-Duvieusart en in de onmogelijkheid om iemand te vinden die een nieuwe regering wilde vormen die hem zou ondersteunen, de macht over te dragen aan zijn oudste zoon Boudewijn en op termijn af te treden en het koningschap aan zijn zoon te laten. Met de wet van 10 augustus 1950 werd de "koninklijke prins" Boudewijn tot plaatsvervanger van zijn vader aangesteld en op 11 augustus legde hij de eed af. Tijdens deze plechtigheid werd de kreet 'Vive la république' geroepen, waarvoor algemeen de communist Julien Lahaut verantwoordelijk werd geacht. Julien Lahaut werd op 18 augustus in zijn woning te Seraing doodgeschoten door vier leopoldisten onder leiding van François Goossens met schuilnaam "Adolphe". Een jaar later, op 16 juli 1951 tekende Leopold zijn troonsafstand en de volgende dag werd Boudewijn beëdigd als vijfde koning der Belgen. Leopold III was daarmee de eerste Belgische vorst die abdiceerde.

## Na het koningschap

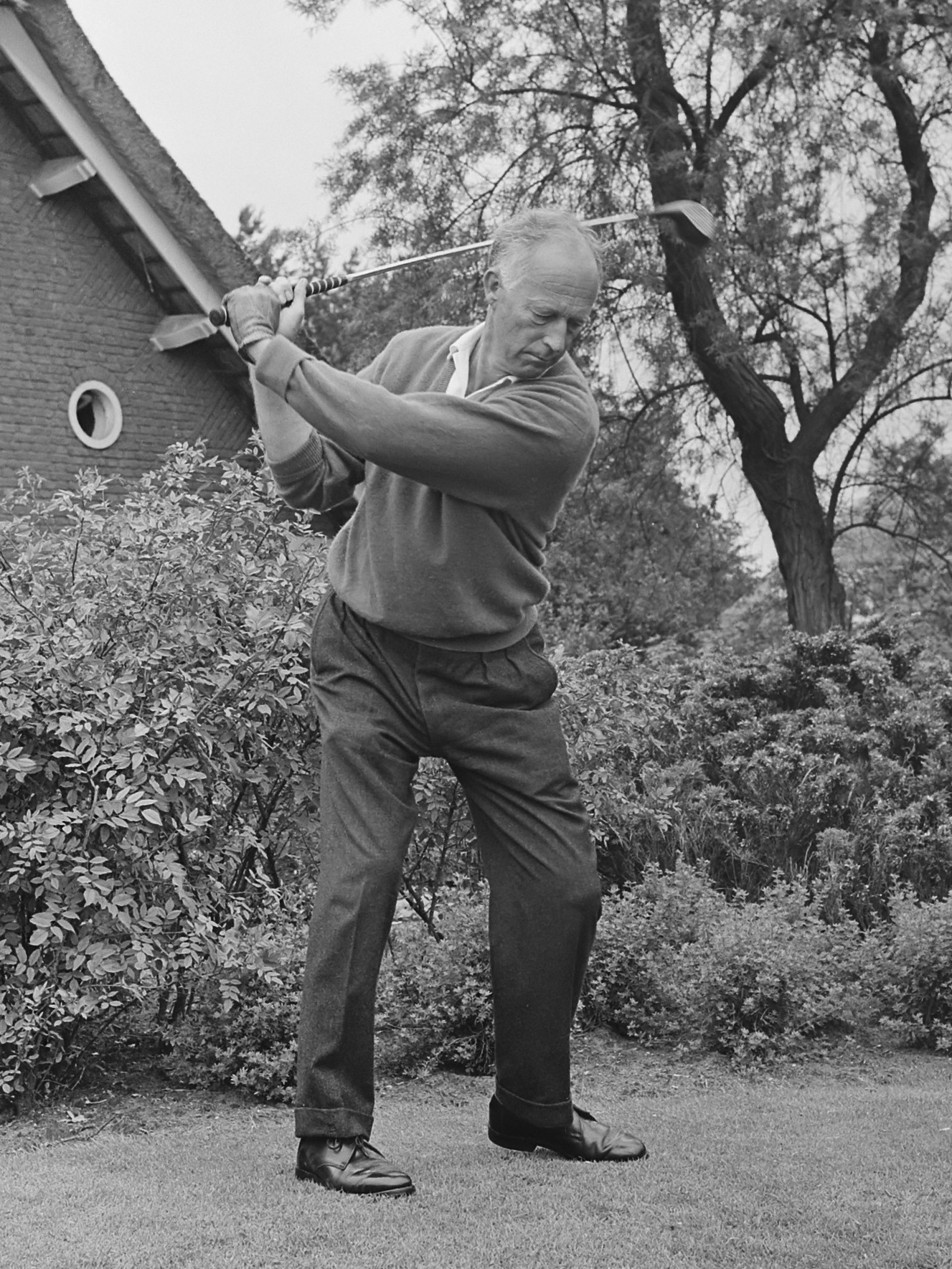
Koning Leopold III (1963)

Leopold III en prinses Lilian bleven, met hun gezin inclusief koning Boudewijn, na zijn aftreden wonen op het kasteel van Laken. Pas na het huwelijk van Boudewijn met Fabiola in december 1960 verhuisden ze naar het domein Argenteuil in Waterloo. Enkel tijdens de begrafenis van koningin Elisabeth in 1965 verschenen Leopold en Boudewijn nog samen in het openbaar.
Ook postuum zorgde Leopold III voor controverse door de publicatie in 2001, in opdracht van prinses Lilian, van Leopold III, kroongetuige met als ondertitel "over de grote gebeurtenissen tijdens mijn koningschap". In dit boek bleef hij, op basis van zijn weergave van de feiten, zijn toenmalige houding en visie verdedigen.
Koning Leopold en prinses Lilian van Retie kregen samen drie kinderen:
- Alexander van België (1942-2009).
- Marie Christine (1951), gehuwd met de Franse restauranthouder Jean-Paul Gourgues.
- Marie Esmeralda (1956), gehuwd met de wetenschapper Salvador Moncada.

Leopold kreeg een staatsbegrafenis en ligt begraven in een praalgraf in de Koninklijke Crypte, tussen koningin Astrid en Lilian, prinses van Retie. Koning Boudewijn liet - op verzoek van zijn vader - het lichaam van zijn moeder en vader opgraven en de kelder vergroten zodat ook Lilian er na haar overlijden in 2002 bijgezet kon worden.

## Wetenschappelijke activiteiten
Na zijn troonsafstand wierp Leopold III zich op wat zijn echte passie was, de natuurkunde, plantkunde en etnologie.
In 1956 werd hij door de regering benoemd tot voorzitter van de Nationale Commissie voor Wetenschappelijk Onderzoek. Zelf richtte hij een Wetenschappelijke Internationale Stichting en een Leopold III-fonds op. Van het fonds was hij voorzitter en werd na zijn dood hierin opgevolgd door prinses Esmeralda. Leopold onderhield nauwe contacten met talrijke specialisten en geleerden in binnen- en buitenland.
In de schoot van zijn gestichte organisaties realiseerde hij een film over Belgisch-Congo:
- De vrijheren van het woud (1959), over de Congolese fauna en flora en over de leefgewoonten van de inlandse volken.

Hij organiseerde en financierde een tiental expedities en verleende steun aan universitaire projecten op het gebied van plantkunde, zoölogie, antropologie en volkenkunde.
Tijdens zijn indrukwekkend aantal reizen bouwde hij een grote collectie foto's en dia's op. Samen met de door hem verworven verzameling van opgezette dieren, bloemen, planten en voorwerpen verrijkte hij de collecties van de Belgische wetenschappelijke instellingen en musea. Zijn bekendste reis is die in 1952 gehouden door het stroomgebied van de Amazone en de Rio Negro.
Naast de wetenschappelijke betrachtingen van zijn reizen kwam ook een voorloperrol tot uiting als milieubeschermer.

## Overlijden
Op 25 september 1983 onderging Leopold een hartoperatie, maar hij overleed na de operatie. Hij kreeg een staatsbegrafenis en zijn lichaam werd ten ruste gebracht in de crypte van de Onze-Lieve-Vrouwekerk van Laken naast zijn echtgenote Astrid en bij zijn koninklijke voorgangers.

## Kwartierstaat
| Frans van Saksen-Coburg-Saalfeld (1750-1806) | Frans van Saksen-Coburg-Saalfeld (1750-1806) | Frans van Saksen-Coburg-Saalfeld (1750-1806)          | Frans van Saksen-Coburg-Saalfeld (1750-1806)          | Frans van Saksen-Coburg-Saalfeld (1750-1806)          | Frans van Saksen-Coburg-Saalfeld (1750-1806)          |                                                       |                                                       | Lodewijk Filips I van Frankrijk (1773-1850) | Lodewijk Filips I van Frankrijk (1773-1850) | Lodewijk Filips I van Frankrijk (1773-1850)  | Lodewijk Filips I van Frankrijk (1773-1850)  | Lodewijk Filips I van Frankrijk (1773-1850)  | Lodewijk Filips I van Frankrijk (1773-1850)  |                                              |                                              | Karel van Hohenzollern-Sigmaringen (1785-1853)       | Karel van Hohenzollern-Sigmaringen (1785-1853)       | Karel van Hohenzollern-Sigmaringen (1785-1853)       | Karel van Hohenzollern-Sigmaringen (1785-1853)       | Karel van Hohenzollern-Sigmaringen (1785-1853)       | Karel van Hohenzollern-Sigmaringen (1785-1853)       |                                                |                                                | Karel van Baden (1786-1818)    | Karel van Baden (1786-1818)    | Karel van Baden (1786-1818)          | Karel van Baden (1786-1818)          | Karel van Baden (1786-1818)          | Karel van Baden (1786-1818)          |                                      |                                      | Pius August in Beieren (1786-1837)       | Pius August in Beieren (1786-1837)       | Pius August in Beieren (1786-1837)       | Pius August in Beieren (1786-1837)       | Pius August in Beieren (1786-1837)       | Pius August in Beieren (1786-1837)       |                                            |                                            | Maximiliaan I Jozef van Beieren (1756-1825) | Maximiliaan I Jozef van Beieren (1756-1825) | Maximiliaan I Jozef van Beieren (1756-1825) | Maximiliaan I Jozef van Beieren (1756-1825) | Maximiliaan I Jozef van Beieren (1756-1825) | Maximiliaan I Jozef van Beieren (1756-1825) |                                |                                | Johan VI van Portugal (1767-1826)  | Johan VI van Portugal (1767-1826)  | Johan VI van Portugal (1767-1826)          | Johan VI van Portugal (1767-1826)          | Johan VI van Portugal (1767-1826)          | Johan VI van Portugal (1767-1826)          |                                            |                                            | Constantijn van Löwenstein-Wertheim-Rosenberg (1802-1838) | Constantijn van Löwenstein-Wertheim-Rosenberg (1802-1838) | Constantijn van Löwenstein-Wertheim-Rosenberg (1802-1838)  | Constantijn van Löwenstein-Wertheim-Rosenberg (1802-1838)  | Constantijn van Löwenstein-Wertheim-Rosenberg (1802-1838)  | Constantijn van Löwenstein-Wertheim-Rosenberg (1802-1838)  |                                                            |                                                            |  |  |  |  |  |  |  |  |  |  |  |  |  |  |  |  |  |  |  |  |  |  |  |  |  |  |  |  |  |  |  |  |  |  |  |  |  |  |  |  |  |  |  |  |  |  |
| Frans van Saksen-Coburg-Saalfeld (1750-1806) | Frans van Saksen-Coburg-Saalfeld (1750-1806) | Frans van Saksen-Coburg-Saalfeld (1750-1806)          | Frans van Saksen-Coburg-Saalfeld (1750-1806)          | Frans van Saksen-Coburg-Saalfeld (1750-1806)          | Frans van Saksen-Coburg-Saalfeld (1750-1806)          |                                                       |                                                       | Lodewijk Filips I van Frankrijk (1773-1850) | Lodewijk Filips I van Frankrijk (1773-1850) | Lodewijk Filips I van Frankrijk (1773-1850)  | Lodewijk Filips I van Frankrijk (1773-1850)  | Lodewijk Filips I van Frankrijk (1773-1850)  | Lodewijk Filips I van Frankrijk (1773-1850)  |                                              |                                              | Karel van Hohenzollern-Sigmaringen (1785-1853)       | Karel van Hohenzollern-Sigmaringen (1785-1853)       | Karel van Hohenzollern-Sigmaringen (1785-1853)       | Karel van Hohenzollern-Sigmaringen (1785-1853)       | Karel van Hohenzollern-Sigmaringen (1785-1853)       | Karel van Hohenzollern-Sigmaringen (1785-1853)       |                                                |                                                | Karel van Baden (1786-1818)    | Karel van Baden (1786-1818)    | Karel van Baden (1786-1818)          | Karel van Baden (1786-1818)          | Karel van Baden (1786-1818)          | Karel van Baden (1786-1818)          |                                      |                                      | Pius August in Beieren (1786-1837)       | Pius August in Beieren (1786-1837)       | Pius August in Beieren (1786-1837)       | Pius August in Beieren (1786-1837)       | Pius August in Beieren (1786-1837)       | Pius August in Beieren (1786-1837)       |                                            |                                            | Maximiliaan I Jozef van Beieren (1756-1825) | Maximiliaan I Jozef van Beieren (1756-1825) | Maximiliaan I Jozef van Beieren (1756-1825) | Maximiliaan I Jozef van Beieren (1756-1825) | Maximiliaan I Jozef van Beieren (1756-1825) | Maximiliaan I Jozef van Beieren (1756-1825) |                                |                                | Johan VI van Portugal (1767-1826)  | Johan VI van Portugal (1767-1826)  | Johan VI van Portugal (1767-1826)          | Johan VI van Portugal (1767-1826)          | Johan VI van Portugal (1767-1826)          | Johan VI van Portugal (1767-1826)          |                                            |                                            | Constantijn van Löwenstein-Wertheim-Rosenberg (1802-1838) | Constantijn van Löwenstein-Wertheim-Rosenberg (1802-1838) | Constantijn van Löwenstein-Wertheim-Rosenberg (1802-1838)  | Constantijn van Löwenstein-Wertheim-Rosenberg (1802-1838)  | Constantijn van Löwenstein-Wertheim-Rosenberg (1802-1838)  | Constantijn van Löwenstein-Wertheim-Rosenberg (1802-1838)  |                                                            |                                                            |  |  |  |  |  |  |  |  |  |  |  |  |  |  |  |  |  |  |  |  |  |  |  |  |  |  |  |  |  |  |  |  |  |  |  |  |  |  |  |  |  |  |  |  |  |  |
|                                              |                                              | Augusta van Reuss-Ebersdorf en Lobenstein (1757-1831) | Augusta van Reuss-Ebersdorf en Lobenstein (1757-1831) | Augusta van Reuss-Ebersdorf en Lobenstein (1757-1831) | Augusta van Reuss-Ebersdorf en Lobenstein (1757-1831) | Augusta van Reuss-Ebersdorf en Lobenstein (1757-1831) | Augusta van Reuss-Ebersdorf en Lobenstein (1757-1831) |                                             |                                             | Marie Amélie van Bourbon-Sicilië (1782-1866) | Marie Amélie van Bourbon-Sicilië (1782-1866) | Marie Amélie van Bourbon-Sicilië (1782-1866) | Marie Amélie van Bourbon-Sicilië (1782-1866) | Marie Amélie van Bourbon-Sicilië (1782-1866) | Marie Amélie van Bourbon-Sicilië (1782-1866) |                                                      |                                                      | Marie Antoinette Murat (1793-1847)                   | Marie Antoinette Murat (1793-1847)                   | Marie Antoinette Murat (1793-1847)                   | Marie Antoinette Murat (1793-1847)                   | Marie Antoinette Murat (1793-1847)             | Marie Antoinette Murat (1793-1847)             |                                |                                | Stéphanie de Beauharnais (1789-1860) | Stéphanie de Beauharnais (1789-1860) | Stéphanie de Beauharnais (1789-1860) | Stéphanie de Beauharnais (1789-1860) | Stéphanie de Beauharnais (1789-1860) | Stéphanie de Beauharnais (1789-1860) |                                          |                                          | Amalia Louise van Arenberg (1789-1823)   | Amalia Louise van Arenberg (1789-1823)   | Amalia Louise van Arenberg (1789-1823)   | Amalia Louise van Arenberg (1789-1823)   | Amalia Louise van Arenberg (1789-1823)     | Amalia Louise van Arenberg (1789-1823)     |                                             |                                             | Caroline van Baden (1776-1841)              | Caroline van Baden (1776-1841)              | Caroline van Baden (1776-1841)              | Caroline van Baden (1776-1841)              | Caroline van Baden (1776-1841) | Caroline van Baden (1776-1841) |                                    |                                    | Charlotte Joachime van Bourbon (1775-1830) | Charlotte Joachime van Bourbon (1775-1830) | Charlotte Joachime van Bourbon (1775-1830) | Charlotte Joachime van Bourbon (1775-1830) | Charlotte Joachime van Bourbon (1775-1830) | Charlotte Joachime van Bourbon (1775-1830) |                                                           |                                                           | Maria Agnes Henriette van Hohenlohe-Langenburg (1804-1835) | Maria Agnes Henriette van Hohenlohe-Langenburg (1804-1835) | Maria Agnes Henriette van Hohenlohe-Langenburg (1804-1835) | Maria Agnes Henriette van Hohenlohe-Langenburg (1804-1835) | Maria Agnes Henriette van Hohenlohe-Langenburg (1804-1835) | Maria Agnes Henriette van Hohenlohe-Langenburg (1804-1835) |  |  |  |  |  |  |  |  |  |  |  |  |  |  |  |  |  |  |  |  |  |  |  |  |  |  |  |  |  |  |  |  |  |  |  |  |  |  |  |  |  |  |  |  |  |  |
|                                              |                                              | Augusta van Reuss-Ebersdorf en Lobenstein (1757-1831) | Augusta van Reuss-Ebersdorf en Lobenstein (1757-1831) | Augusta van Reuss-Ebersdorf en Lobenstein (1757-1831) | Augusta van Reuss-Ebersdorf en Lobenstein (1757-1831) | Augusta van Reuss-Ebersdorf en Lobenstein (1757-1831) | Augusta van Reuss-Ebersdorf en Lobenstein (1757-1831) |                                             |                                             | Marie Amélie van Bourbon-Sicilië (1782-1866) | Marie Amélie van Bourbon-Sicilië (1782-1866) | Marie Amélie van Bourbon-Sicilië (1782-1866) | Marie Amélie van Bourbon-Sicilië (1782-1866) | Marie Amélie van Bourbon-Sicilië (1782-1866) | Marie Amélie van Bourbon-Sicilië (1782-1866) |                                                      |                                                      | Marie Antoinette Murat (1793-1847)                   | Marie Antoinette Murat (1793-1847)                   | Marie Antoinette Murat (1793-1847)                   | Marie Antoinette Murat (1793-1847)                   | Marie Antoinette Murat (1793-1847)             | Marie Antoinette Murat (1793-1847)             |                                |                                | Stéphanie de Beauharnais (1789-1860) | Stéphanie de Beauharnais (1789-1860) | Stéphanie de Beauharnais (1789-1860) | Stéphanie de Beauharnais (1789-1860) | Stéphanie de Beauharnais (1789-1860) | Stéphanie de Beauharnais (1789-1860) |                                          |                                          | Amalia Louise van Arenberg (1789-1823)   | Amalia Louise van Arenberg (1789-1823)   | Amalia Louise van Arenberg (1789-1823)   | Amalia Louise van Arenberg (1789-1823)   | Amalia Louise van Arenberg (1789-1823)     | Amalia Louise van Arenberg (1789-1823)     |                                             |                                             | Caroline van Baden (1776-1841)              | Caroline van Baden (1776-1841)              | Caroline van Baden (1776-1841)              | Caroline van Baden (1776-1841)              | Caroline van Baden (1776-1841) | Caroline van Baden (1776-1841) |                                    |                                    | Charlotte Joachime van Bourbon (1775-1830) | Charlotte Joachime van Bourbon (1775-1830) | Charlotte Joachime van Bourbon (1775-1830) | Charlotte Joachime van Bourbon (1775-1830) | Charlotte Joachime van Bourbon (1775-1830) | Charlotte Joachime van Bourbon (1775-1830) |                                                           |                                                           | Maria Agnes Henriette van Hohenlohe-Langenburg (1804-1835) | Maria Agnes Henriette van Hohenlohe-Langenburg (1804-1835) | Maria Agnes Henriette van Hohenlohe-Langenburg (1804-1835) | Maria Agnes Henriette van Hohenlohe-Langenburg (1804-1835) | Maria Agnes Henriette van Hohenlohe-Langenburg (1804-1835) | Maria Agnes Henriette van Hohenlohe-Langenburg (1804-1835) |  |  |  |  |  |  |  |  |  |  |  |  |  |  |  |  |  |  |  |  |  |  |  |  |  |  |  |  |  |  |  |  |  |  |  |  |  |  |  |  |  |  |  |  |  |  |
| Leopold I (1790-1865)                        | Leopold I (1790-1865)                        | Leopold I (1790-1865)                                 | Leopold I (1790-1865)                                 | Leopold I (1790-1865)                                 | Leopold I (1790-1865)                                 |                                                       |                                                       | Louise Marie van Orléans (1812-1850)        | Louise Marie van Orléans (1812-1850)        | Louise Marie van Orléans (1812-1850)         | Louise Marie van Orléans (1812-1850)         | Louise Marie van Orléans (1812-1850)         | Louise Marie van Orléans (1812-1850)         |                                              |                                              | Karel Anton van Hohenzollern-Sigmaringen (1811-1885) | Karel Anton van Hohenzollern-Sigmaringen (1811-1885) | Karel Anton van Hohenzollern-Sigmaringen (1811-1885) | Karel Anton van Hohenzollern-Sigmaringen (1811-1885) | Karel Anton van Hohenzollern-Sigmaringen (1811-1885) | Karel Anton van Hohenzollern-Sigmaringen (1811-1885) |                                                |                                                | Josefine van Baden (1813-1900) | Josefine van Baden (1813-1900) | Josefine van Baden (1813-1900)       | Josefine van Baden (1813-1900)       | Josefine van Baden (1813-1900)       | Josefine van Baden (1813-1900)       |                                      |                                      | Maximiliaan Jozef in Beieren (1808-1888) | Maximiliaan Jozef in Beieren (1808-1888) | Maximiliaan Jozef in Beieren (1808-1888) | Maximiliaan Jozef in Beieren (1808-1888) | Maximiliaan Jozef in Beieren (1808-1888) | Maximiliaan Jozef in Beieren (1808-1888) |                                            |                                            | Ludovika van Beieren (1808-1892)            | Ludovika van Beieren (1808-1892)            | Ludovika van Beieren (1808-1892)            | Ludovika van Beieren (1808-1892)            | Ludovika van Beieren (1808-1892)            | Ludovika van Beieren (1808-1892)            |                                |                                | Michaël I van Portugal (1802-1866) | Michaël I van Portugal (1802-1866) | Michaël I van Portugal (1802-1866)         | Michaël I van Portugal (1802-1866)         | Michaël I van Portugal (1802-1866)         | Michaël I van Portugal (1802-1866)         |                                            |                                            | Adelheid van Löwenstein-Wertheim-Rosenberg (1831-1909)    | Adelheid van Löwenstein-Wertheim-Rosenberg (1831-1909)    | Adelheid van Löwenstein-Wertheim-Rosenberg (1831-1909)     | Adelheid van Löwenstein-Wertheim-Rosenberg (1831-1909)     | Adelheid van Löwenstein-Wertheim-Rosenberg (1831-1909)     | Adelheid van Löwenstein-Wertheim-Rosenberg (1831-1909)     |                                                            |                                                            |  |  |  |  |  |  |  |  |  |  |  |  |  |  |  |  |  |  |  |  |  |  |  |  |  |  |  |  |  |  |  |  |  |  |  |  |  |  |  |  |  |  |  |  |  |  |
| Leopold I (1790-1865)                        | Leopold I (1790-1865)                        | Leopold I (1790-1865)                                 | Leopold I (1790-1865)                                 | Leopold I (1790-1865)                                 | Leopold I (1790-1865)                                 |                                                       |                                                       | Louise Marie van Orléans (1812-1850)        | Louise Marie van Orléans (1812-1850)        | Louise Marie van Orléans (1812-1850)         | Louise Marie van Orléans (1812-1850)         | Louise Marie van Orléans (1812-1850)         | Louise Marie van Orléans (1812-1850)         |                                              |                                              | Karel Anton van Hohenzollern-Sigmaringen (1811-1885) | Karel Anton van Hohenzollern-Sigmaringen (1811-1885) | Karel Anton van Hohenzollern-Sigmaringen (1811-1885) | Karel Anton van Hohenzollern-Sigmaringen (1811-1885) | Karel Anton van Hohenzollern-Sigmaringen (1811-1885) | Karel Anton van Hohenzollern-Sigmaringen (1811-1885) |                                                |                                                | Josefine van Baden (1813-1900) | Josefine van Baden (1813-1900) | Josefine van Baden (1813-1900)       | Josefine van Baden (1813-1900)       | Josefine van Baden (1813-1900)       | Josefine van Baden (1813-1900)       |                                      |                                      | Maximiliaan Jozef in Beieren (1808-1888) | Maximiliaan Jozef in Beieren (1808-1888) | Maximiliaan Jozef in Beieren (1808-1888) | Maximiliaan Jozef in Beieren (1808-1888) | Maximiliaan Jozef in Beieren (1808-1888) | Maximiliaan Jozef in Beieren (1808-1888) |                                            |                                            | Ludovika van Beieren (1808-1892)            | Ludovika van Beieren (1808-1892)            | Ludovika van Beieren (1808-1892)            | Ludovika van Beieren (1808-1892)            | Ludovika van Beieren (1808-1892)            | Ludovika van Beieren (1808-1892)            |                                |                                | Michaël I van Portugal (1802-1866) | Michaël I van Portugal (1802-1866) | Michaël I van Portugal (1802-1866)         | Michaël I van Portugal (1802-1866)         | Michaël I van Portugal (1802-1866)         | Michaël I van Portugal (1802-1866)         |                                            |                                            | Adelheid van Löwenstein-Wertheim-Rosenberg (1831-1909)    | Adelheid van Löwenstein-Wertheim-Rosenberg (1831-1909)    | Adelheid van Löwenstein-Wertheim-Rosenberg (1831-1909)     | Adelheid van Löwenstein-Wertheim-Rosenberg (1831-1909)     | Adelheid van Löwenstein-Wertheim-Rosenberg (1831-1909)     | Adelheid van Löwenstein-Wertheim-Rosenberg (1831-1909)     |                                                            |                                                            |  |  |  |  |  |  |  |  |  |  |  |  |  |  |  |  |  |  |  |  |  |  |  |  |  |  |  |  |  |  |  |  |  |  |  |  |  |  |  |  |  |  |  |  |  |  |
|                                              |                                              |                                                       |                                                       |                                                       |                                                       |                                                       |                                                       |                                             |                                             |                                              |                                              |                                              |                                              |                                              |                                              |                                                      |                                                      |                                                      |                                                      |                                                      |                                                      |                                                |                                                |                                |                                |                                      |                                      |                                      |                                      |                                      |                                      |                                          |                                          |                                          |                                          |                                          |                                          |                                            |                                            |                                             |                                             |                                             |                                             |                                             |                                             |                                |                                |                                    |                                    |                                            |                                            |                                            |                                            |                                            |                                            |                                                           |                                                           |                                                            |                                                            |                                                            |                                                            |                                                            |                                                            |  |  |  |  |  |  |  |  |  |  |  |  |  |  |  |  |  |  |  |  |  |  |  |  |  |  |  |  |  |  |  |  |  |  |  |  |  |  |  |  |  |  |  |  |  |  |
|                                              |                                              |                                                       |                                                       |                                                       |                                                       | Filips van België (1837-1905)                         | Filips van België (1837-1905)                         | Filips van België (1837-1905)               | Filips van België (1837-1905)               | Filips van België (1837-1905)                | Filips van België (1837-1905)                |                                              |                                              |                                              |                                              |                                                      |                                                      | Maria van Hohenzollern-Sigmaringen (1845-1912)       | Maria van Hohenzollern-Sigmaringen (1845-1912)       | Maria van Hohenzollern-Sigmaringen (1845-1912)       | Maria van Hohenzollern-Sigmaringen (1845-1912)       | Maria van Hohenzollern-Sigmaringen (1845-1912) | Maria van Hohenzollern-Sigmaringen (1845-1912) |                                |                                |                                      |                                      |                                      |                                      |                                      |                                      |                                          |                                          |                                          |                                          |                                          |                                          | Karel Theodoor in Beieren (1839-1909)      | Karel Theodoor in Beieren (1839-1909)      | Karel Theodoor in Beieren (1839-1909)       | Karel Theodoor in Beieren (1839-1909)       | Karel Theodoor in Beieren (1839-1909)       | Karel Theodoor in Beieren (1839-1909)       |                                             |                                             |                                |                                |                                    |                                    | Maria José van Bragança (1857-1943)        | Maria José van Bragança (1857-1943)        | Maria José van Bragança (1857-1943)        | Maria José van Bragança (1857-1943)        | Maria José van Bragança (1857-1943)        | Maria José van Bragança (1857-1943)        |                                                           |                                                           |                                                            |                                                            |                                                            |                                                            |                                                            |                                                            |  |  |  |  |  |  |  |  |  |  |  |  |  |  |  |  |  |  |  |  |  |  |  |  |  |  |  |  |  |  |  |  |  |  |  |  |  |  |  |  |  |  |  |  |  |  |
|                                              |                                              |                                                       |                                                       |                                                       |                                                       | Filips van België (1837-1905)                         | Filips van België (1837-1905)                         | Filips van België (1837-1905)               | Filips van België (1837-1905)               | Filips van België (1837-1905)                | Filips van België (1837-1905)                |                                              |                                              |                                              |                                              |                                                      |                                                      | Maria van Hohenzollern-Sigmaringen (1845-1912)       | Maria van Hohenzollern-Sigmaringen (1845-1912)       | Maria van Hohenzollern-Sigmaringen (1845-1912)       | Maria van Hohenzollern-Sigmaringen (1845-1912)       | Maria van Hohenzollern-Sigmaringen (1845-1912) | Maria van Hohenzollern-Sigmaringen (1845-1912) |                                |                                |                                      |                                      |                                      |                                      |                                      |                                      |                                          |                                          |                                          |                                          |                                          |                                          | Karel Theodoor in Beieren (1839-1909)      | Karel Theodoor in Beieren (1839-1909)      | Karel Theodoor in Beieren (1839-1909)       | Karel Theodoor in Beieren (1839-1909)       | Karel Theodoor in Beieren (1839-1909)       | Karel Theodoor in Beieren (1839-1909)       |                                             |                                             |                                |                                |                                    |                                    | Maria José van Bragança (1857-1943)        | Maria José van Bragança (1857-1943)        | Maria José van Bragança (1857-1943)        | Maria José van Bragança (1857-1943)        | Maria José van Bragança (1857-1943)        | Maria José van Bragança (1857-1943)        |                                                           |                                                           |                                                            |                                                            |                                                            |                                                            |                                                            |                                                            |  |  |  |  |  |  |  |  |  |  |  |  |  |  |  |  |  |  |  |  |  |  |  |  |  |  |  |  |  |  |  |  |  |  |  |  |  |  |  |  |  |  |  |  |  |  |
|                                              |                                              |                                                       |                                                       |                                                       |                                                       |                                                       |                                                       |                                             |                                             |                                              |                                              |                                              |                                              |                                              |                                              |                                                      |                                                      |                                                      |                                                      |                                                      |                                                      |                                                |                                                |                                |                                |                                      |                                      |                                      |                                      |                                      |                                      |                                          |                                          |                                          |                                          |                                          |                                          |                                            |                                            |                                             |                                             |                                             |                                             |                                             |                                             |                                |                                |                                    |                                    |                                            |                                            |                                            |                                            |                                            |                                            |                                                           |                                                           |                                                            |                                                            |                                                            |                                                            |                                                            |                                                            |  |  |  |  |  |  |  |  |  |  |  |  |  |  |  |  |  |  |  |  |  |  |  |  |  |  |  |  |  |  |  |  |  |  |  |  |  |  |  |  |  |  |  |  |  |  |
|                                              |                                              |                                                       |                                                       |                                                       |                                                       |                                                       |                                                       |                                             |                                             |                                              |                                              |                                              |                                              |                                              |                                              | Albert I (1875-1934)                                 | Albert I (1875-1934)                                 | Albert I (1875-1934)                                 | Albert I (1875-1934)                                 | Albert I (1875-1934)                                 | Albert I (1875-1934)                                 |                                                |                                                |                                |                                |                                      |                                      |                                      |                                      |                                      |                                      |                                          |                                          |                                          |                                          |                                          |                                          |                                            |                                            | Elisabeth in Beieren (1876-1965)            | Elisabeth in Beieren (1876-1965)            | Elisabeth in Beieren (1876-1965)            | Elisabeth in Beieren (1876-1965)            | Elisabeth in Beieren (1876-1965)            | Elisabeth in Beieren (1876-1965)            |                                |                                |                                    |                                    |                                            |                                            |                                            |                                            |                                            |                                            |                                                           |                                                           |                                                            |                                                            |                                                            |                                                            |                                                            |                                                            |  |  |  |  |  |  |  |  |  |  |  |  |  |  |  |  |  |  |  |  |  |  |  |  |  |  |  |  |  |  |  |  |  |  |  |  |  |  |  |  |  |  |  |  |  |  |
|                                              |                                              |                                                       |                                                       |                                                       |                                                       |                                                       |                                                       |                                             |                                             |                                              |                                              |                                              |                                              |                                              |                                              | Albert I (1875-1934)                                 | Albert I (1875-1934)                                 | Albert I (1875-1934)                                 | Albert I (1875-1934)                                 | Albert I (1875-1934)                                 | Albert I (1875-1934)                                 |                                                |                                                |                                |                                |                                      |                                      |                                      |                                      |                                      |                                      |                                          |                                          |                                          |                                          |                                          |                                          |                                            |                                            | Elisabeth in Beieren (1876-1965)            | Elisabeth in Beieren (1876-1965)            | Elisabeth in Beieren (1876-1965)            | Elisabeth in Beieren (1876-1965)            | Elisabeth in Beieren (1876-1965)            | Elisabeth in Beieren (1876-1965)            |                                |                                |                                    |                                    |                                            |                                            |                                            |                                            |                                            |                                            |                                                           |                                                           |                                                            |                                                            |                                                            |                                                            |                                                            |                                                            |  |  |  |  |  |  |  |  |  |  |  |  |  |  |  |  |  |  |  |  |  |  |  |  |  |  |  |  |  |  |  |  |  |  |  |  |  |  |  |  |  |  |  |  |  |  |
|                                              |                                              |                                                       |                                                       |                                                       |                                                       |                                                       |                                                       |                                             |                                             |                                              |                                              |                                              |                                              |                                              |                                              |                                                      |                                                      |                                                      |                                                      |                                                      |                                                      |                                                |                                                |                                |                                |                                      |                                      |                                      |                                      |                                      |                                      |                                          |                                          |                                          |                                          |                                          |                                          |                                            |                                            |                                             |                                             |                                             |                                             |                                             |                                             |                                |                                |                                    |                                    |                                            |                                            |                                            |                                            |                                            |                                            |                                                           |                                                           |                                                            |                                                            |                                                            |                                                            |                                                            |                                                            |  |  |  |  |  |  |  |  |  |  |  |  |  |  |  |  |  |  |  |  |  |  |  |  |  |  |  |  |  |  |  |  |  |  |  |  |  |  |  |  |  |  |  |  |  |  |
|                                              |                                              |                                                       |                                                       |                                                       |                                                       |                                                       |                                                       |                                             |                                             |                                              |                                              |                                              |                                              |                                              |                                              |                                                      |                                                      |                                                      |                                                      |                                                      |                                                      |                                                |                                                |                                |                                |                                      |                                      |                                      |                                      |                                      |                                      |                                          |                                          |                                          |                                          |                                          |                                          |                                            |                                            |                                             |                                             |                                             |                                             |                                             |                                             |                                |                                |                                    |                                    |                                            |                                            |                                            |                                            |                                            |                                            |                                                           |                                                           |                                                            |                                                            |                                                            |                                                            |                                                            |                                                            |  |  |  |  |  |  |  |  |  |  |  |  |  |  |  |  |  |  |  |  |  |  |  |  |  |  |  |  |  |  |  |  |  |  |  |  |  |  |  |  |  |  |  |  |  |  |
|                                              |                                              |                                                       |                                                       |                                                       |                                                       |                                                       |                                                       |                                             |                                             |                                              |                                              |                                              |                                              |                                              |                                              |                                                      |                                                      | Leopold III (1901-1983)                              | Leopold III (1901-1983)                              | Leopold III (1901-1983)                              | Leopold III (1901-1983)                              | Leopold III (1901-1983)                        | Leopold III (1901-1983)                        |                                |                                |                                      |                                      | Karel van Saksen-Coburg (1903- 1983) | Karel van Saksen-Coburg (1903- 1983) | Karel van Saksen-Coburg (1903- 1983) | Karel van Saksen-Coburg (1903- 1983) | Karel van Saksen-Coburg (1903- 1983)     | Karel van Saksen-Coburg (1903- 1983)     |                                          |                                          |                                          |                                          | Maria Josefa van Saksen-Coburg (1906-2001) | Maria Josefa van Saksen-Coburg (1906-2001) | Maria Josefa van Saksen-Coburg (1906-2001)  | Maria Josefa van Saksen-Coburg (1906-2001)  | Maria Josefa van Saksen-Coburg (1906-2001)  | Maria Josefa van Saksen-Coburg (1906-2001)  |                                             |                                             |                                |                                |                                    |                                    |                                            |                                            |                                            |                                            |                                            |                                            |                                                           |                                                           |                                                            |                                                            |                                                            |                                                            |                                                            |                                                            |  |  |  |  |  |  |  |  |  |  |  |  |  |  |  |  |  |  |  |  |  |  |  |  |  |  |  |  |  |  |  |  |  |  |  |  |  |  |  |  |  |  |  |  |  |  |

## Publicatie
- Leopold III, Indian enchantment: Memories of a sojourn among the Indians of the Upper-Xingu, Gateway Publishers, 1974, ISBN 9780914594017.
- Leopold III, Kroongetuige. Over de grote gebeurtenissen tijdens mijn koningschap, Tielt, Lannoo, 2001, ISBN 9020943782.